# Terremoto dell'Emilia del 2012
Il terremoto dell'Emilia del 2012 è stato un evento sismico costituito da una serie di scosse localizzate nel distretto sismico della Pianura Padana emiliana, prevalentemente nelle province di Modena, Ferrara, Mantova, Reggio Emilia, Parma, Bologna e Rovigo, ma avvertite anche in un'area molto vasta comprendente tutta l'Italia centro-settentrionale e parte della Svizzera, della Slovenia, della Croazia, dell'Austria, della Francia sud-orientale e della Germania meridionale. Già tra il 25 e il 27 gennaio 2012 si ebbero in zona fenomeni significativi, ma la prima scossa più forte, di magnitudo 5.9 è stata registrata il 20 maggio 2012 alle ore 04:03:52 ora italiana (02:03:52 UTC), con epicentro nel territorio comunale di Finale Emilia (MO), con ipocentro a una profondità di 6,3 km.
Il 29 maggio 2012 alle ore 09:00:03 ora italiana (07:00:03 UTC), una nuova scossa molto forte di magnitudo 5.8 è stata avvertita in tutta l'Italia settentrionale, creando panico e disagi in molte città come Ferrara, Modena, Reggio Emilia, Bologna, Mantova e Rovigo; l'epicentro è situato nella zona compresa fra Mirandola, Medolla e San Felice sul Panaro. A quella delle 9:00 sono seguite altre tre scosse rilevanti: una alle 12:55 di magnitudo 5.5, una alle 13:00 di magnitudo 5.0 e un'ulteriore scossa alla stessa ora di magnitudo 4.9. Il 31 maggio 2012 alle 16:58 una scossa di magnitudo 4.0 con epicentro a Rolo e Novi di Modena, ha colpito la zona della bassa reggiana e dell'Oltrepò mantovano, già molto provate dalle scosse dei giorni precedenti che avevano avuto come epicentro la vicina area della bassa modenese. Sempre la sera del 31 maggio alle ore 21:04 si è verificata una scossa di magnitudo 4.2 con epicentro a San Possidonio.
Queste scosse sono state seguite da uno sciame sismico con scosse di magnitudo variabile di minore entità. Un'altra scossa di magnitudo 5.1 è stata avvertita in tutto il Nord Italia il 3 giugno 2012 alle ore 21:20:43 ora italiana (19:20:43 UTC), con epicentro in Novi di Modena.
Le accelerazioni di picco registrate dall'accelerometro di Mirandola durante le scosse più forti del 20 maggio e del 29 maggio sono state rispettivamente di 0,31 g e di 0,29 g, valori che in base alla carte vigenti di pericolosità sismica renderebbero stimabile in circa 2 500 anni il tempo di ritorno di ciascun evento nella medesima area.
I due eventi sismici principali hanno causato un totale di 27 vittime (22 nei crolli, tre per infarto o malore e due per le ferite riportate), in maggioranza dipendenti di aziende distrutte. Il 4 giugno 2012 è stato proclamato giornata di lutto nazionale per le vittime del terremoto.
L'intensità massima dei terremoti, stimata come cumulo degli effetti della sequenza, è stata pari a VIII, secondo la scala macrosismica europea (EMS-98).

## Sismicità storica
Nel territorio interessato dalla sequenza sismica del 2012 si sono verificati in passato diversi forti terremoti. Documenti storici registrano infatti terremoti di magnitudo stimata di 5.5 che si verificarono vicino a Ferrara nel 1346, 1561 e 1570, mentre nelle zone di Finale Emilia e Bondeno avvennero nel 1574, 1639, il 15 dicembre 1761 (causando danni anche a Mirandola), 1908 e 1986. Altri terremoti avvennero a Mantova nel 1901 e Cento nel 1922.
L'attività sismica più rilevante fu il terremoto di Ferrara del 1570, che culminò in una scossa di magnitudo 5.4, mentre la sequenza sismica durò quattro anni, causando gravi danni alla città di Ferrara e dintorni. Nel 1639 si registrò un terremoto del VII-VIII grado della scala Mercalli nei pressi di Finale Emilia.
L'ultimo evento con media energia (Mw 5.4) avvenne invece il 15 ottobre 1996 con il terremoto di Reggio Emilia, che causò danni moderati alle murature non rinforzate di Reggio Emilia e altre piccole città della Pianura Padana. La sismicità più significativa e recente precedente al 2012 si verificò nei mesi di aprile-giugno 1987 in tutta la struttura geologica del Cavone-Mirandola, con una sequenza di eventi di bassa magnitudo (a una profondità di meno di 4 km). Questa sequenza di terremoti superficiali bassa energia è stata caratterizzata da meccanismi di fagliazione normale.
Il 17 luglio 2011 si verificò una scossa di magnitudo 4.8 con epicentro vicino a Sermide. Il 25 e 27 gennaio 2012 si verificarono due sismi, rispettivamente di M 4.9 a Poviglio (Reggio Emilia) e di M 5.4 tra Berceto e Corniglio (Parma). A seguito di ciò, la Commissione Grandi Rischi emanò un comunicato stampa in cui rilevava un "significativo aumento" dell'attività sismica negli otto mesi precedenti, ipotizzando che sarebbero potute avvenire nelle stesse zone della Pianura Padana anche scosse "a profondità più superficiali" e con "danni potenziali più gravi", raccomandando pertanto la Regione Emilia-Romagna di continuare le verifiche strutturali sugli edifici e di sensibilizzare le associazioni di categoria e i cittadini, incrementando anche le esercitazioni della protezione civile.

## Eventi sismici

### Le scosse del 20 maggio

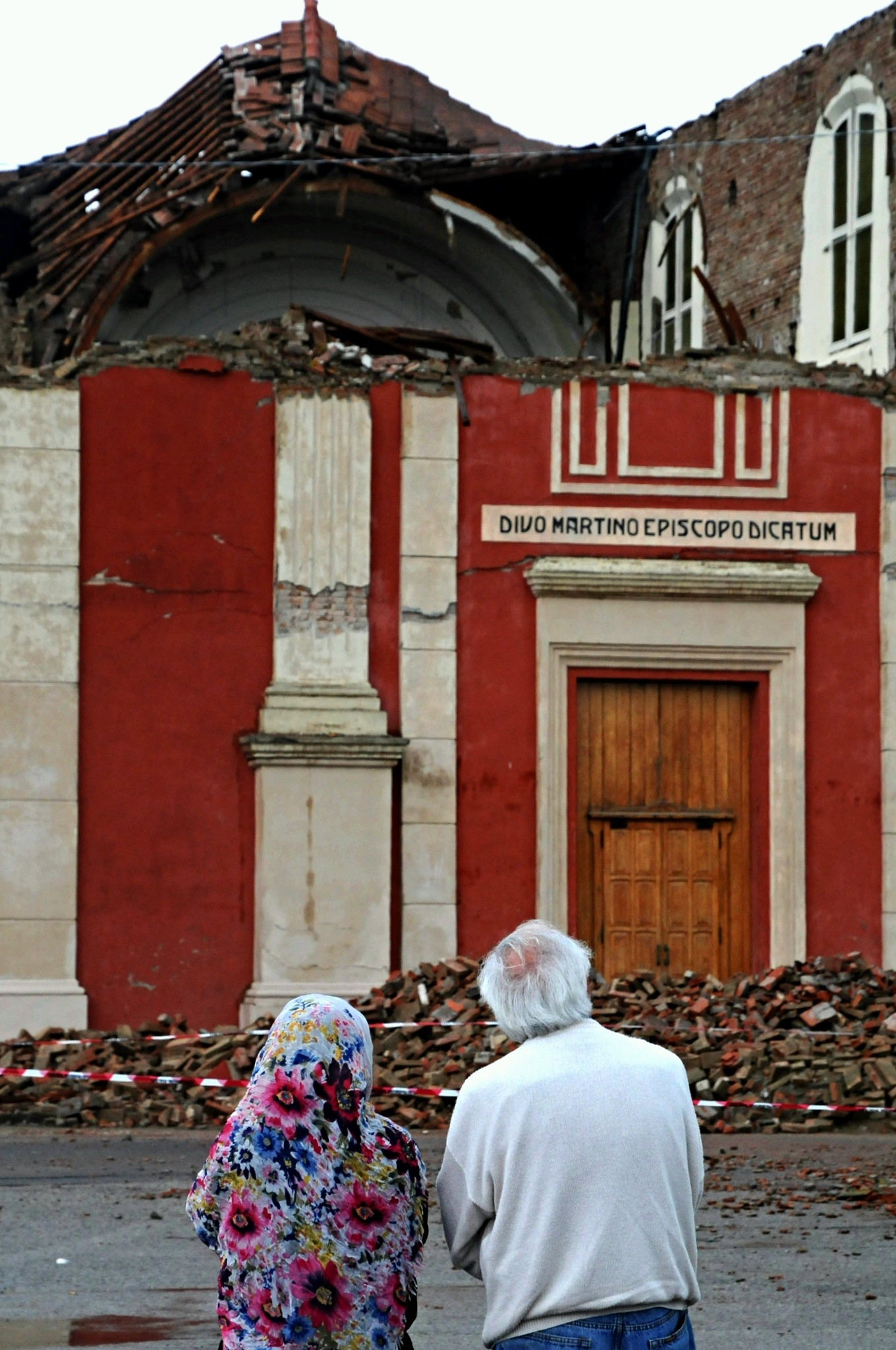
La chiesa di San Martino di Tours a Buonacompra di Cento, crollata dopo le scosse del 20 maggio

Alle ore 04:03:52 un forte sisma della durata di 136 secondi con magnitudo 5.9, preceduto qualche ora prima (esattamente alle 01:13 e alle 01:42) da due scosse di Mw 4.3 e 2.2, si è fatto sentire in tutto il Nord e parte del Centro Italia, facendo risvegliare la maggior parte delle persone, con epicentro a Finale Emilia a 6,3 km di profondità (distretto sismico: Pianura Padana emiliana).
Il terremoto è stato avvertito dai sismografi di tutta Italia, ma le regioni in cui è stato avvertito dalla popolazione sono: Emilia-Romagna, Veneto, Lombardia, Liguria, Piemonte, Valle d'Aosta, Trentino-Alto Adige, Friuli-Venezia Giulia, Toscana, Marche, Umbria.
Il sisma ha provocato 7 morti accertati, circa 50 feriti, 5 000 sfollati e ingenti danni al patrimonio culturale a causa dei molti crolli di palazzi storici, aziende agricole e fabbriche. Il sisma ha provocato fenomeni diffusi di liquefazione delle sabbie, che hanno interessato ampie aree a San Carlo di Sant'Agostino, Mirabello, Finale Emilia e San Felice sul Panaro. Tali fenomeni si sono verificati anche a seguito delle scosse del 29 maggio nelle aree di Cavezzo e Moglia, causando il crollo di alcuni edifici anche di recente costruzione.
Successivamente ci sono state nuove scosse: due di 5.0 (alle 04:06, a 14 secondi di distanza l'una dall'altra con epicentro a Finale Emilia), di 5.1 (alle 04:07, epicentro: Bondeno), di 4.4 (alle 04:11 e alle 04:12, epicentri: Bondeno e Finale Emilia), di 4.3 e 4.1 (alle 04:35 e alle 04:39, epicentri: Vigarano Mainarda e Finale Emilia). Una nuova forte scossa tellurica di 5.0 è stata avvertita a partire da San Felice sul Panaro alle ore 05:02 (ora italiana).
Altre scosse di notevole intensità si sono avvertite alle ore 11:13, 15:18 e 15:21 rispettivamente di 4.3, 5.2 e 4.2 a Finale Emilia, Vigarano Mainarda e Bondeno. Alle 19:37 dello stesso giorno si è verificata inoltre una nuova scossa di magnitudo 4,5 con epicentro nei pressi di Bondeno. Un'altra scossa di 4.5 si è fatta sentire il 21 maggio alle 19:37 con epicentro in Finale Emilia, seguita un minuto dopo da un'altra di magnitudo 4.6. Il 23 maggio alle 23:41 un'altra scossa moderata di magnitudo 4.1 fa tornare il panico tra la gente. Il 25 maggio alle 15:14 un'altra scossa più debole, di 4.0 gradi della scala Richter è stata avvertita dalla popolazione.

### Le scosse del 29 maggio

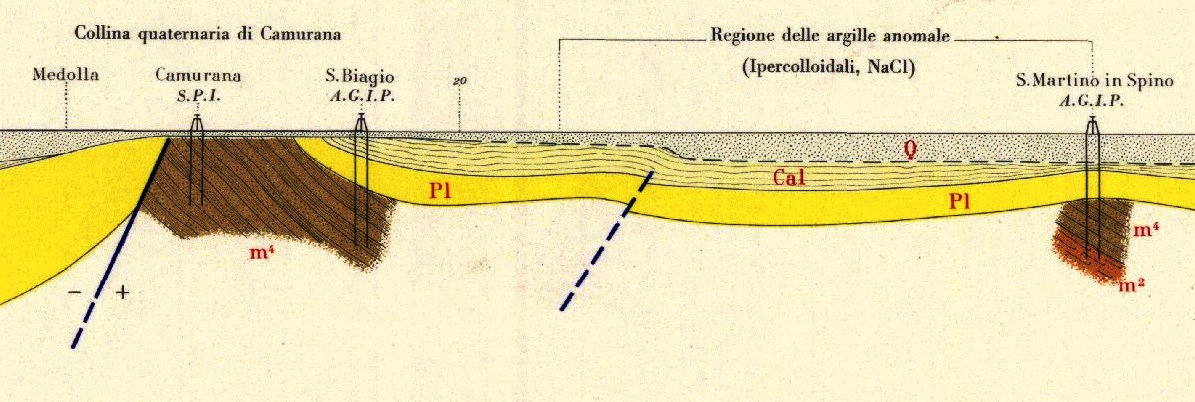
La collina quaternaria di Camurana, epicentro della scossa del 29 maggio (Carta geologica d'Italia 1956)

Una forte scossa della durata di 18 secondi, di magnitudo 5.9 e definita superficiale (profondità ipocentro: 8.1 km) è stata registrata alle 09:00:03 del 29 maggio 2012. L'epicentro è nella zona di Medolla e Cavezzo in provincia di Modena.
Un primo bilancio provvisorio riporta crolli in edifici anche di interesse storico-artistico, tra quelli già danneggiati dall'evento sismico del 20 maggio, 20 vittime (due decessi avvenuti in data 5 giugno e uno il 12 giugno) e almeno 350 feriti. Gli sfollati salgono a circa 15 000.
Successivamente alla scossa delle 09:00, si sono verificate altre due scosse di entità rilevante: alle 12:55 di intensità 5.5 e alle 13:00 di intensità 5.0 con la durata di 30 secondi. Queste due scosse hanno provocato i danni più ingenti nelle zone comprese tra Carpi, Rovereto sul Secchia, Novi di Modena e Moglia.. A Mantova è stato chiuso il Palazzo Ducale e a Pisa è stato chiuso per inagibilità il Palazzo della Sapienza. Successivamente, una sessantina di scosse si sono registrate nella notte fra il 29 e il 30 maggio. Il terremoto è stato avvertito in quasi tutta la Slovenia, in particolare nelle regioni occidentali del Paese, in Svizzera nel Canton Ticino e nell'Istria, in Croazia, ma senza provocare né feriti, né danni, come riferito dai media sloveni.

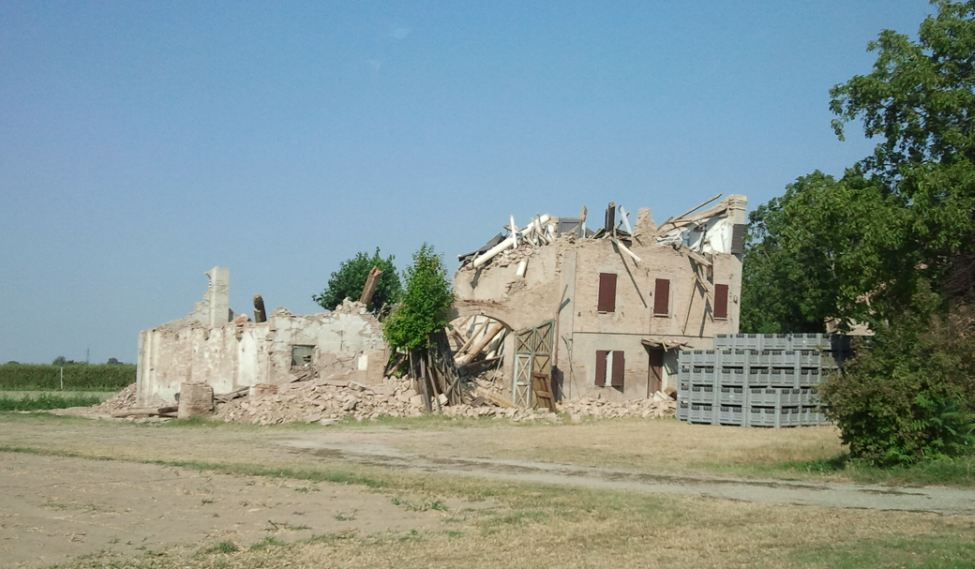
Un esempio dei danni provocati dal terremoto agli edifici rurali

### La scossa del 3 giugno
Una nuova forte scossa di magnitudo 4.9 alle 21:20 del 3 giugno 2012 con epicentro a Novi di Modena e avvertita in tutto il Nord Italia ha nuovamente colpito tutta la zona della bassa modenese e dell'Oltrepò mantovano. La torre dell'orologio di Novi di Modena è crollata durante la scossa.

### Analisi geosismologica
L'area interessata dall'innesco del sisma è una delle tante aree sismogeniche prossime alle zone dell'Appennino, classificata a livello 3 della scala di riferimento del rischio sismico. Il complesso sistema di faglie che si diramano nella bassa pianura emiliana è quello della dorsale di Ferrara, che si raccorda a ovest con quella di Mirandola.
L'Istituto Nazionale di Geofisica e Vulcanologia (INGV) non ha escluso che la seconda scossa di magnitudo 5.9 del 29 maggio, avvenuta a distanza di nove giorni dal primo evento che fu di magnitudo 5.8, possa essere scaturita dall'apertura di una nuova faglia. Secondo questa ipotesi non si tratterebbe di una forte scossa di assestamento del primo terremoto, bensì di un secondo terremoto.
Da un'analisi del meccanismo focale delle scosse di terremoto, risulterebbe che i processi cinematici di tutte le scosse registrate siano concordanti e che non ci siano state attivazioni di faglie discordi. I terremoti sono avvenuti lungo piani di faglia orientati all'incirca in direzione est-ovest e con movimento compressivo con una significativa componente trascorrente in direzione nord-sud. Tale orientazione è concordante con le strutture regionali di tipo appenninico aventi, in questo settore di catena, un senso di trasporto con vergenza NNE. In particolare la sismicità della sequenza dei terremoti dell'Emilia ha interessato i fronti compressivi più esterni, quali il Fronte Ferrarese e il Fronte di Mirandola. Quest'ultimo è caratterizzato dalla presenza di una struttura anticlinale, detta appunto anticlinale di Mirandola.
Il movimento delle faglie durante il terremoto ha provocato l'accavallamento delle falde appenniniche sepolte, al di sopra della placca adriatica, causando sollevamento del terreno e raccorciamento crostale. Grazie alle immagini radar acquisite e utilizzando l'interferometria differenziale, è stato possibile valutare la deformazione del terreno dopo le scosse del 29 maggio. Con questi dati è stato possibile misurare che il suolo si è sollevato di massimo 12 centimetri nell'area epicentrale, mentre si è abbassato di circa 2-3 centimetri nella zona di Finale Emilia. Queste ultime deformazioni sono probabilmente imputabili a movimenti superficiali di acqua nel sottosuolo.
Per lo studio delle sorgenti sismogenetiche i geologi dell'INGV hanno utilizzato dati geomorfologici e geologico-geofisici con particolare attenzione allo studio dell'idrografia della regione, quest'ultima in quanto elemento sensibile ai più piccoli cambiamenti indotti dall'attività tettonica. Attraverso lo studio del reticolo idrografico sono state rilevate anomalie del drenaggio di origine certamente non antropica. Tali anomalie, confrontate con le strutture delle anticlinali sepolte note dalla letteratura geologica, hanno reso possibile ipotizzare l'origine di parte di esse e di identificare le strutture attive nel sottosuolo. Dall'ulteriore confronto con le serie storiche relative ai terremoti avvenuti nell'area interessata si può concludere che queste strutture sono sismogenetiche, ossia capaci di generare terremoti. In diversi casi è stato possibile osservare la coincidenza tra la posizione di un'anomalia del drenaggio, la presenza di un'anticlinale sepolta e la localizzazione di alcuni terremoti riportati nei cataloghi.
Una notevole anomalia del drenaggio nei pressi di Mirandola fu messa in evidenza già dal 2000 rilevandone la correlazione con un'importante faglia attiva sepolta. La sequenza sismica con i forti terremoti del 20 e del 29 maggio 2012 ha riattivato porzioni delle sorgenti identificate come ITCS050-Poggio Rusco-Migliarino e ITCS051-Novi-Poggio Renatico. Si ipotizza che queste sorgenti siano all'origine dei terremoti e che siano state la causa in passato del sollevamento delle dorsali di Ferrara e Mirandola che in passato causarono lo spostamento del corso dei fiumi Po, Reno, Secchia e Panaro. In particolare i geologi dell'INGV ipotizzano che la scossa del 29 maggio sia stata originata dalla sorgente ITIS107-Mirandola.
Tutti i sette terremoti con magnitudo superiore a 5 hanno avuto epicentro posizionato lungo l'asse mediano della struttura tettonica attiva dal punto di vista sismico.

### Sequenza delle scosse
Di seguito, la lista dettagliata delle scosse telluriche registrate dal 20 maggio 2012, escludendo quelle di magnitudo inferiore a 4.0; le scosse più forti (di magnitudo maggiore o uguale a 5.0) sono evidenziate in blu. Nei primi due mesi dall'inizio dell'attività sismica sono stati oltre 2 300 i terremoti registrati dalla Rete Sismica Nazionale dell'INGV. Di questi circa 2 000 sono avvenuti nel primo mese e quasi 300 (tutti con magnitudo modeste) nei successivi 30 giorni. Quasi tutte le repliche registrate hanno avuto localizzazione ipocentrale nei primi 15 km di profondità e solo una minima parte a profondità maggiore. A partire dalla seconda metà del mese di giugno si è registrato un sensibile decadimento dell'attività sismica, con andamento conforme alla legge di Omori.
Rispetto a quanto accaduto per il terremoto dell'Aquila, nei primi 30 giorni di attività sismica, sono state registrate 1 499 scosse (contro le 9 312 del terremoto dell'Aquila) di cui 216 con magnitudo superiore a 2.0 (contro 220).
| Data           | Ora locale | Magnitudo | Epicentro                               |
| -------------- | ---------- | --------- | --------------------------------------- |
| 20 maggio 2012 | 01:13:25   | 4,0       | Bondeno                                 |
| 20 maggio 2012 | 04:03:50   | 6.1       | Finale Emilia                           |
| 20 maggio 2012 | 04:06:12   | 4,8       | Mirandola                               |
| 20 maggio 2012 | 04:06:26   | 4,8       | Mirandola                               |
| 20 maggio 2012 | 04:07:28   | 5,0       | Finale Emilia                           |
| 20 maggio 2012 | 04:09:48   | 4,3       | Cento                                   |
| 20 maggio 2012 | 04:11:45   | 4,3       | Finale Emilia                           |
| 20 maggio 2012 | 04:12:40   | 4,3       | Finale Emilia                           |
| 20 maggio 2012 | 04:20:56   | 4,2       | Novi di Modena                          |
| 20 maggio 2012 | 04:21:50   | 4,1       | Mirandola                               |
| 20 maggio 2012 | 04:35:32   | 4,0       | Vigarano Mainarda                       |
| 20 maggio 2012 | 04:39:07   | 4,0       | Finale Emilia                           |
| 20 maggio 2012 | 05:02:47   | 5,0       | San Felice sul Panaro                   |
| 20 maggio 2012 | 11:13:21   | 4,2       | Finale Emilia (Mo)                      |
| 20 maggio 2012 | 15:18:02   | 5,1       | Vigarano Mainarda (Fe) - Mirabello (Fe) |
| 20 maggio 2012 | 15:21:06   | 4,1       | Bondeno (Fe)                            |
| 20 maggio 2012 | 19:37:14   | 4,5       | Bondeno (Fe)                            |
| 21 maggio 2012 | 18:37:31   | 4,1       | Finale Emilia (Mo)                      |
| 23 maggio 2012 | 23:41:18   | 4,3       | Finale Emilia (Mo)                      |
| 25 maggio 2012 | 15:14:05   | 4,0       | Mirandola (Mo)                          |
| 27 maggio 2012 | 20:18:45   | 4,0       | Mirandola (Mo)                          |
| 29 maggio 2012 | 09:00:03   | 5.9       | Medolla (Mo) - Cavezzo (Mo)             |
| 29 maggio 2012 | 09:07:21   | 4,0       | Cavezzo (Mo)                            |
| 29 maggio 2012 | 09:09:54   | 4,1       | Novi di Modena (Mo)                     |
| 29 maggio 2012 | 10:25:51   | 4,5       | Novi di Modena (Mo)                     |
| 29 maggio 2012 | 10:27:23   | 4,7       | San Felice sul Panaro (Mo)              |
| 29 maggio 2012 | 10:40:58   | 4,2       | Mirandola (Mo)                          |
| 29 maggio 2012 | 11:30:21   | 4,2       | Concordia sulla Secchia (Mo)            |
| 29 maggio 2012 | 12:55:57   | 5.5       | San Possidonio (Mo)                     |
| 29 maggio 2012 | 13:00:02   | 4,9       | Cavezzo (Mo)                            |
| 29 maggio 2012 | 13:00:25   | 5.0       | Novi di Modena (Mo) - Moglia (Mn)       |
| 29 maggio 2012 | 13:07:05   | 4,0       | San Possidonio (Mo)                     |
| 31 maggio 2012 | 16:58:21   | 4,0       | Novi di Modena (Mo) - Rolo (Re)         |
| 31 maggio 2012 | 21:04:04   | 4,2       | San Possidonio (Mo)                     |
| 3 giugno 2012  | 21:20:43   | 4.9       | Novi di Modena (Mo)                     |
| 12 giugno 2012 | 03:48:36   | 4,3       | Novi di Modena (Mo)                     |

Fonte: http://www.ingv.it/it/
Di seguito si riporta la distribuzione degli eventi dall'inizio della sequenza, con evidenza dei terremoti che hanno preceduto l'evento principale nei cinque mesi antecedenti.
| Magnitudo     | -5º mese | -4º mese | -3º mese | -2º mese | -1º mese | 1º mese | 2º mese | 3º mese | 4º mese | 5º mese | 6º mese | 7º mese | 8º mese | 9º mese |
| ------------- | -------- | -------- | -------- | -------- | -------- | ------- | ------- | ------- | ------- | ------- | ------- | ------- | ------- | ------- |
| 5.0 ≤ M < 6.0 | 0        | 0        | 0        | 0        | 0        | 7       | 0       | 0       | 0       | 0       | 0       | 0       | 0       | 0       |
| 4.0 ≤ M < 5.0 | 0        | 0        | 0        | 0        | 0        | 27      | 0       | 0       | 0       | 0       | 0       | 0       | 0       | 0       |
| 3.0 ≤ M < 4.0 | 0        | 0        | 0        | 0        | 0        | 182     | 5       | 1       | 1       | 0       | 1       | 0       | 0       | 0       |
| M < 3.0       | 1        | 0        | 0        | 1        | 3        | 1.465   | 361     | 124     | 61      | 21      | 24      | 10      | 9       | 10      |

### Sismicità storica
Nella tabella che segue è rappresentata la sismicità storica registrata per l'area interessata dal terremoto nel periodo 2005 - 2011. I dati sono stati estrapolati dal Bollettino Sismico Italiano e si riferiscono agli eventi sismici registrati con epicentro compreso entro 30 km dalla città di Mirandola.
| Magnitudo     | 2005 | 2006 | 2007 | 2008 | 2009 | 2010 | 2011    |
| ------------- | ---- | ---- | ---- | ---- | ---- | ---- | ------- |
| M ≥ 4         | 0    | 0    | 0    | 0    | 0    | 0    | 1 (4.8) |
| 3.0 ≤ M < 4.0 | 0    | 0    | 0    | 2    | 1    | 0    | 3       |
| M < 3.0       | 2    | 7    | 0    | 13   | 10   | 4    | 17      |

### La scossa del 6 giugno al largo di Ravenna
In data 6 giugno 2012 è stata avvertita una scossa, di magnitudo 4,5, con epicentro al largo di Ravenna, in Romagna; tuttavia i sismologi hanno dichiarato che tale evento non è correlato con la sequenza sismica del 20 maggio e 29 maggio, in quanto i meccanismi focali sono diversi.

## Danni e vittime
I terremoti del 20 maggio e 29 maggio hanno causato pesanti danni alle costruzioni rurali e industriali, alle opere di canalizzazione delle acque, nonché agli edifici e ai monumenti storici e agli edifici civili di vecchia costruzione in pietra o ciottoli. In particolare sono risultati seriamente danneggiati o parzialmente crollati gran parte dei monumenti e dei luoghi di interesse artistico compresi in un'ampia area, da Mantova a Modena a Ferrara ad alcuni comuni della provincia di Bologna, le cui rispettive province sono risultate essere le più gravemente colpite e danneggiate dagli eventi sismici. In alcuni casi sono stati danneggiati anche edifici a uso abitativo di recente costruzione; tali danni sono spesso ascrivibili ai diffusi episodi di liquefazione delle sabbie.
I danni del sisma sono stati stimati (relazione inviata alla Commissione UE) in 13 miliardi e 273 milioni di euro. In Emilia-Romagna la stima è di 12 miliardi e 202 milioni di euro: 676 milioni per i provvedimenti di emergenza; 3 miliardi e 285 milioni di danni all'edilizia residenziale; 5 miliardi e 237 milioni di danni alle attività produttive; 2 miliardi e 75 milioni di danni ai beni storico-culturali e agli edifici religiosi; la quota restante è suddivisa fra edifici e servizi pubblici e infrastrutture.

### Provincia di Modena

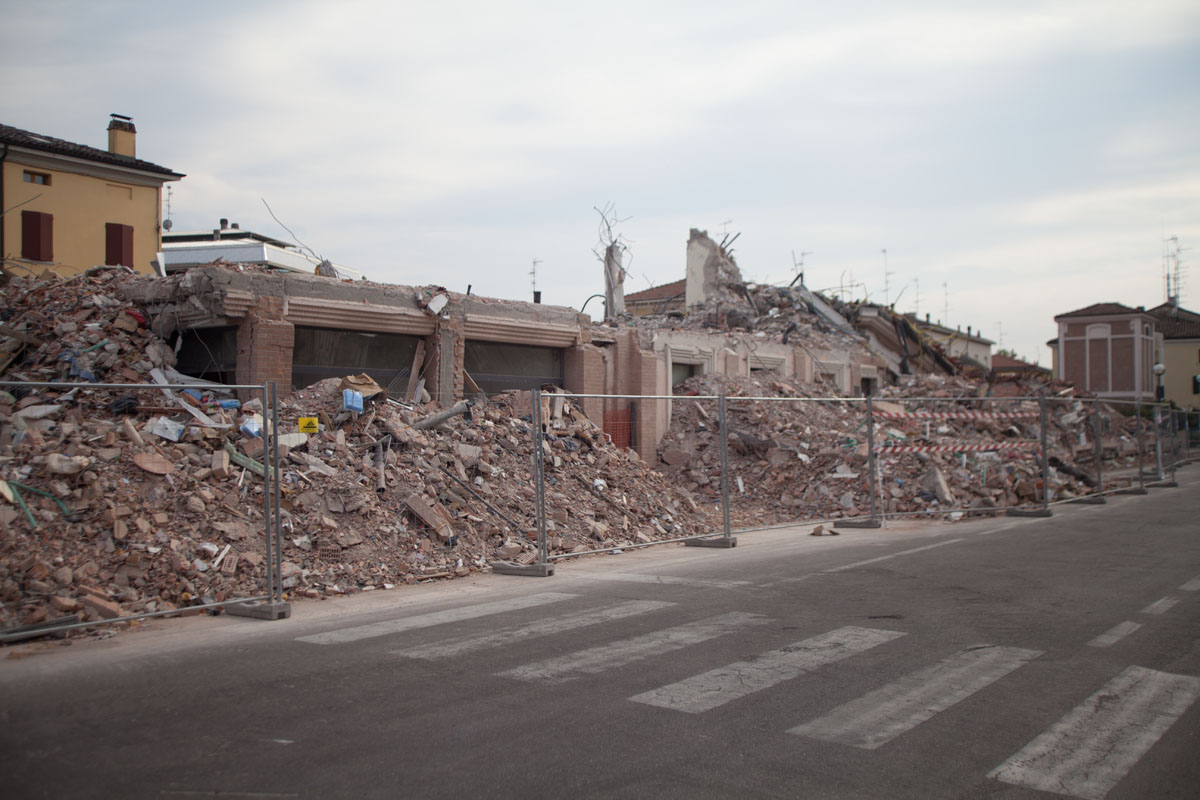
Veduta del centro storico di Cavezzo, raso al suolo dalle scosse del 29 maggio

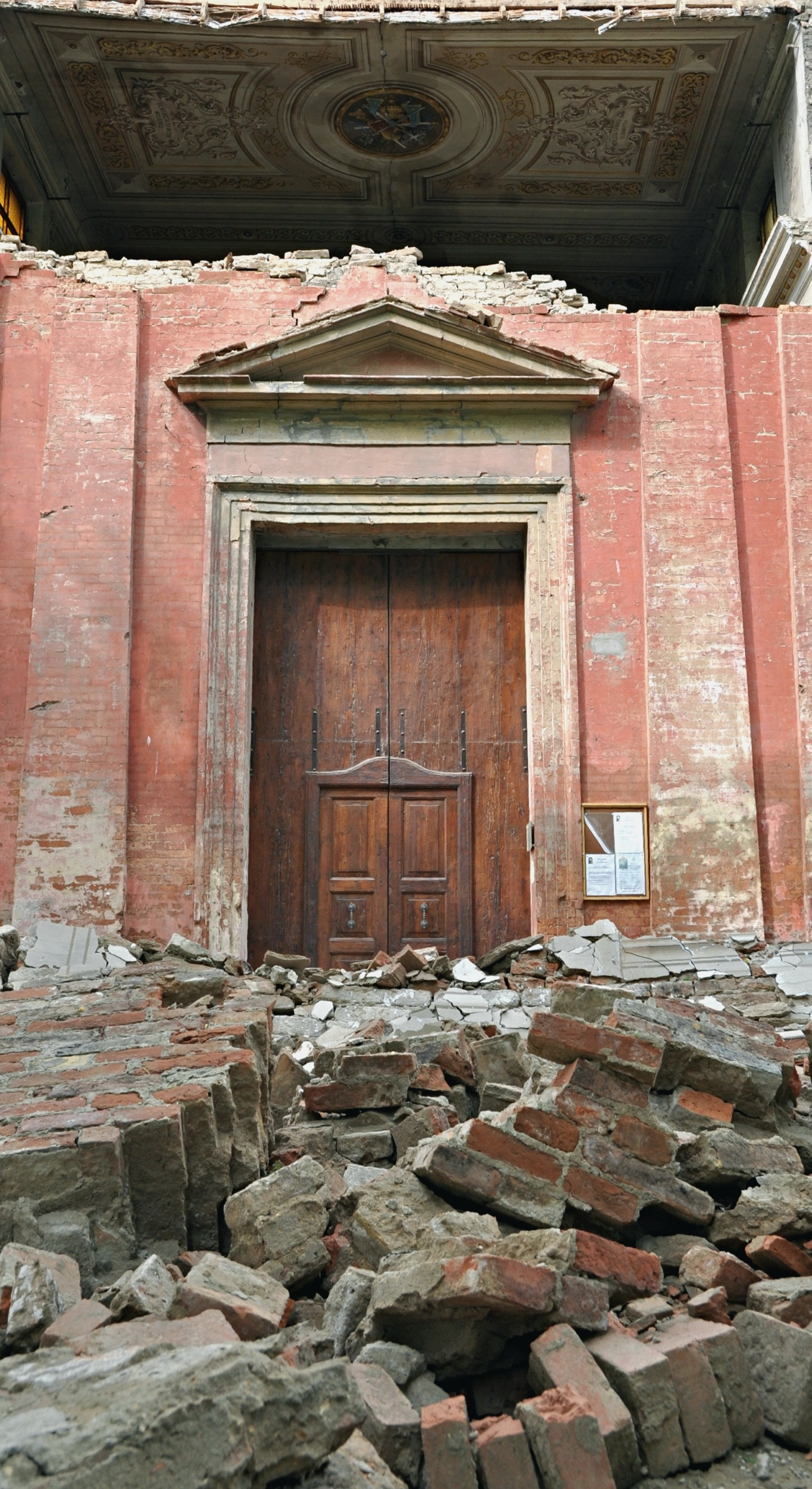
I danni alla chiesa di Reno Finalese (Finale Emilia)

Il territorio colpito dal sisma comprende un'area di 967 chilometri quadrati, pari al 36% dell'intero territorio provinciale, al cui interno vivono oltre 227 000 persone. I terremoti hanno duramente colpito tutta la zona della bassa modenese: Camposanto, Carpi, Cavezzo, Concordia sulla Secchia, Finale Emilia, Medolla, Mirandola, Novi di Modena, San Felice sul Panaro, San Possidonio e San Prospero hanno subito ingentissimi danni. Colpiti duramente i centri storici, i vecchi edifici in pietra, gli edifici rurali e i capannoni nelle aree commerciali, artigianali e industriali. Colpiti diffusamente su tutto il territorio anche gli edifici pubblici, fra i quali scuole e ospedali. Buona è stata invece la risposta degli edifici di recente costruzione in calcestruzzo, per i quali sono stati registrati sporadici casi di danni strutturali, soprattutto nei comuni prossimi all'epicentro e localmente nelle zone interessate dai fenomeni di liquefazione. La prima scossa del 20 maggio ha colpito duramente soprattutto le aree di San Felice sul Panaro, Finale Emilia e Canaletto (frazione di Finale Emilia). In queste località, l'intensità macrosismica rilevata è stata pari a 7.
Intensità macrosismiche superiori a 6 sono state rilevate anche a Cavezzo e Mirandola. Le forti scosse del 29 maggio si sono aggiunte a una situazione già drammatica. Anche stavolta l'edilizia industriale e storica, insieme a quella rurale è stata la più colpita, venendo distrutti altri capannoni ed edifici storici. A Mirandola si sono avuti danni gravissimi al Castello dei Pico, al palazzo comunale, al duomo e alla chiesa di San Francesco, oltre agli ingentissimi danni subiti dal distretto biomedicale. A Finale Emilia si sono verificati crolli e lesioni serie alla Rocca Estense, al duomo e alla torre dell'orologio, mentre a Camposanto si sono verificati danni gravi. Si sono invece registrati danni lievi, senza alcun crollo, a Castelfranco Emilia, dove, dopo la scossa del 29, la chiesa principale è rimasta chiusa per alcuni mesi.
Conseguenze pesantissime si sono avute anche a Medolla, dove si sono verificati i crolli di diversi capannoni industriali, e a Cavezzo, dove sono rimasti seriamente danneggiati tre quarti degli edifici del centro storico. Gravi danni alle chiese e agli edifici del centro storico sia a San Possidonio sia a San Prospero. A Soliera (13 km circa da Modena) il sisma del 29 maggio ha reso inagibili le due scuole principali del comune, sia la media sia l'elementare; il castello della città, abbastanza conosciuto, ha subìto danni ingenti all'interno, dove ospitava la biblioteca comunale e diverse altre sale. A Concordia sulla Secchia è crollata la quasi totalità del centro storico, mentre a Novi di Modena è crollata la torre dell'orologio. Nella provincia di Modena si sono avute il maggior numero di vittime, in totale 17.
Il terremoto distrusse anche gli studi dell'emittente Radio Pico e le trasmissioni continuarono utilizzando alcuni container.

### Provincia di Ferrara

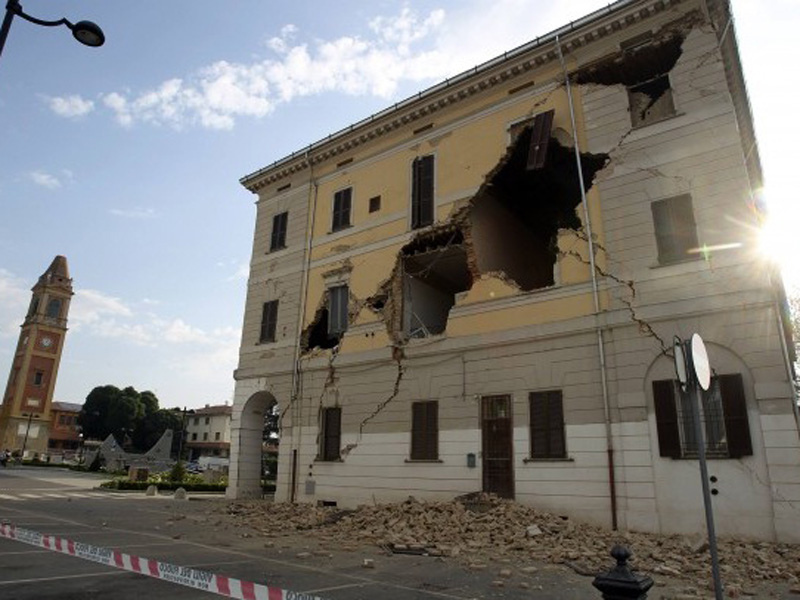
Crolli nel municipio di Sant'Agostino a seguito del sisma del 20 maggio

Il territorio colpito dal sisma comprende un'area di 818 chilometri quadrati, pari al 31% dell'intero territorio provinciale, al cui interno vivono circa 214 000 persone (il 59% del totale provinciale di 360 000). La zona occidentale della provincia di Ferrara è stata duramente colpita soprattutto dal sisma del 20 maggio. Si sono verificate numerose lesioni e crolli parziali alla maggior parte degli edifici storici e crolli in vari edifici industriali, civili e agricoli. Nei sismi successivi a quello del 20 maggio la zona è risultata meno coinvolta. I comuni in cui si sono verificati i danni più gravi sono stati Bondeno, Cento, Mirabello, Poggio Renatico e Sant'Agostino. Le vittime dei terremoti in provincia di Ferrara sono state sei, delle quali due operai morti nel crollo della fabbrica di ceramica di Sant'Agostino, e un operaio morto nell'industria plastica URSA di Stellata (frazione di Bondeno). I danni più gravi al patrimonio storico e artistico si sono avuti con il crollo e il grave danneggiamento della chiesa di San Paolo a Mirabello, il crollo della torre dell'orologio del Castello Lambertini a Poggio Renatico, e il crollo di parte del Palazzo Mosti a Pilastri di Bondeno. Gravi danni anche a chiese e municipi: a Sant'Agostino parte del municipio è crollato in diretta TV, mentre a Bondeno le chiese delle frazioni di Gavello e Stellata, ma soprattutto quelle di Burana e Pilastri sono state fra le più danneggiate della zona, uscendo semidistrutte dal sisma del 20 maggio.
A Cento gravi danni al municipio, al teatro, alla pinacoteca oltre a tutte le chiese e campanili, tra cui l'oratorio della Crocetta e quelle delle frazioni di Buonacompra, crollata in diretta TV, di Alberone di Cento e di Casumaro. L'oratorio della Crocetta è stato restaurato, riportato al suo splendore e riaperto il 14 settembre 2014. Danneggiati irrecuperabilmente l'80% degli edifici scolastici del comune e delle sue frazioni, oltre a numerosissime abitazioni.
Seri danni anche alla città di Ferrara dove risultano gravemente danneggiati o inagibili numerosi edifici pubblici, danni seri al patrimonio artistico e religioso, agli edifici scolastici, all'università e all'ospedale. Circa ottomila abitazioni private gravemente danneggiate, dei quali la metà parzialmente o completamente inagibili, tanto da avere nel comune capoluogo 1 135 sfollati.

### Provincia di Mantova
Anche la provincia di Mantova è stata duramente colpita dal sisma che si è verificato in Emilia venendo colpito un territorio di 461 chilometri quadrati comprendente i comuni appartenenti al cosiddetto "cratere sismico" costituito da 14 comuni dell'Oltrepò mantovano. I comuni maggiormente distrutti all'interno del cratere sismico risultano essere in particolare Moglia, San Giacomo delle Segnate, Poggio Rusco, Quistello, Gonzaga, Pegognaga e San Giovanni del Dosso. In questi comuni si sono avuti danni ingentissimi a edifici pubblici e religiosi, che in molti casi sono stati distrutti, ma anche all'edilizia residenziale e industriale. Nella fase successiva all'emergenza risultavano essere 3 000 gli sfollati nella provincia. 21 campi sfollati sono stati aperti in 14 comuni dei quali i più grandi erano quelli di Poggio Rusco (in cui erano presenti due tendopoli e una struttura coperta per un totale di 350 posti) che ospitarono circa 400 persone; Moglia in cui venne allestito un campo gestito dalla protezione civile regionale che ospitò un massimo di 360 persone; Pegognaga che ospitò un massimo di 350 persone; San Giacomo delle Segnate dove nel campo gestito dalla protezione civile sono state ospitate 300 persone.
Il patrimonio artistico e monumentale dei comuni colpiti ha subito danni ingentissimi; secondo la sovrintendenza sono 129 le chiese danneggiate e 83 quelle inagibili. I casi più gravi di chiese a codice rosso riguardano le chiese di Moglia e di Quistello e le parrocchiali di Poggio Rusco, San Giovanni del Dosso, San Giacomo delle Segnate e Bondeno di Gonzaga. Il complesso monastico di San Benedetto Po ha subito ingenti danni. I centri storici di Moglia, Bondeno di Gonzaga, Quistello, Poggio Rusco e San Giacomo delle Segnate, esattamente come in Emilia, si sono trasformati in zone rosse con gravi danni alle attività commerciali situate in essi.
Per quanto riguarda l'economia locale, i danni più ingenti in provincia si sono registrati all'agricoltura mantovana per 270 milioni di euro. Migliaia di forme di Parmigiano Reggiano e Grana Padano sono cadute dalle scaffalature in particolare nei magazzini di Moglia, Pegognaga, Porto Mantovano e Villa Poma; ingenti danni anche a stalle, fienili e aziende agricole. Il comparto industriale è risultato meno colpito rispetto a quello emiliano e i danni maggiori si sono avuti nei comuni di Moglia, Gonzaga, Quistello e Poggio Rusco, comuni che ospitano zone industriali dove numerose aziende, a causa dei capannoni inagibili, sono state costrette a ricorrere alle tensostrutture. Le scosse hanno suscitato ripercussioni anche per quanto riguarda l'edilizia civile; risultano circa 3 500 le abitazioni danneggiate in provincia di Mantova di cui le 1 500 inagibili risultano essere localizzate nei 7 comuni più colpiti.
I comuni con maggior numero di edifici inagibili sono Moglia, Quistello, Gonzaga, San Giacomo delle Segnate, seguiti da Pegognaga, Poggio Rusco e San Giovanni del Dosso. Circa 28 edifici scolastici sono risultati inagibili; i comuni di Pegognaga, San Giacomo delle Segnate, Poggio Rusco e Moglia sono stati costretti a ricorrere all'utilizzo di strutture prefabbricate provvisorie. In questi ultimi due comuni si sono registrati disagi nelle procedure di appalto delle strutture che hanno rischiato di compromettere il regolare svolgimento dell'anno scolastico; tali disagi sono stati prontamente risolti da Regione e amministrazioni comunali. In provincia di Mantova non si sono contati morti.

### Provincia di Reggio Emilia
Il territorio colpito dal sisma comprende un'area di 458 chilometri quadrati, pari al 20% dell'intero territorio provinciale, al cui interno vivono oltre 121 000 persone. I danni maggiori si sono avuti a seguito dei terremoti del 29 maggio. I comuni maggiormente danneggiati, secondo il rapporto dell'INGV sono Reggiolo e Rolo. Gli altri comuni appartenenti al cratere sismico delimitato dal Governo sono Fabbrico, Correggio, Campagnola Emilia, Novellara e Rio Saliceto. Circa mille gli sfollati in provincia a seguito delle scosse del 29 maggio di cui 550 a Reggiolo, 100 a Rolo e gli altri divisi tra i comuni di Correggio, Fabbrico, Guastalla, Luzzara e Rio Saliceto. Due campi della protezione civile sono stati attivati a Reggiolo e Rolo mentre anche in altri comuni sono stati allestiti campi gestiti direttamente dalle amministrazioni comunali. Ingentissimi i danni agli edifici pubblici soprattutto a chiese e scuole. la situazione più critica per quanto riguarda le scuole è nei comuni di Rolo e Reggiolo che ospiteranno gli studenti in prefabbricati provvisori in attesa della costruzione di nuove scuole definitive; danni anche a Luzzara, Guastalla, Correggio e Fabbrico. I danni all'economia si sono registrati in particolare per quanto riguarda l'agricoltura: sono 70 milioni i danni all'agricoltura reggiana subiti in particolare a seguito del crollo di circa 100 000 forme di Parmigiano-Reggiano. Danneggiato in misura minore il comparto industriale.

### Provincia di Bologna

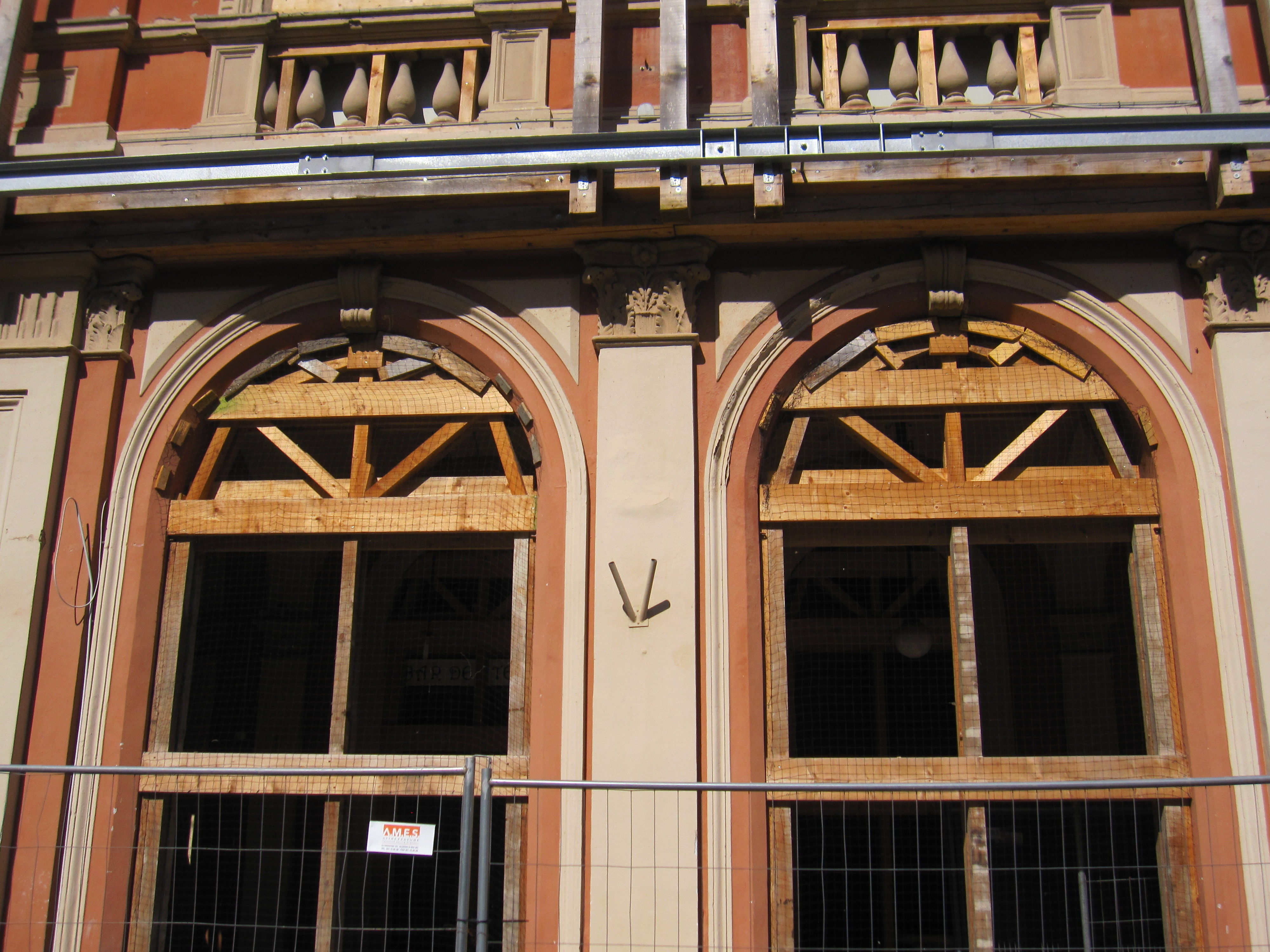
La facciata del teatro comunale di Crevalcore nel 2015, ancora puntellata

Il territorio colpito dal sisma comprende un'area di 930 chilometri quadrati, pari al 25% dell'intero territorio provinciale, al cui interno vivono oltre 207 000 persone. Gravissimi danni sono stati registrati in provincia di Bologna sia dopo il sisma del 20 maggio sia dopo le scosse del 29 maggio. La zona maggiormente colpita risulta essere la zona nord della provincia al confine con le provincie di Modena e Ferrara; i comuni più danneggiati sono Crevalcore e Pieve di Cento.
I danni maggiori si sono avuti agli edifici pubblici e residenziali, minori al comparto agricolo e industriale: a Crevalcore il centro storico è stato dichiarato zona rossa a seguito di numerosi crolli e sono stati danneggiati anche il Castello di Galeazza e il Castello Ronchi oltre a tutte le chiese delle frazioni e a Pieve di Cento è crollato il tetto della pieve. Centinaia le abitazioni dichiarate inagibili e migliaia gli sfollati in tutta la provincia in particolare a Crevalcore che nello stato maggiore dell'emergenza presentava circa 3 000 sfollati quasi tutti evacuati dal centro storico e a Pieve di Cento erano circa 400 gli sfollati. Sono stati quindi attivati centri di pernottamento e tendopoli a Crevalcore, Pieve di Cento, San Pietro in Casale, San Giovanni in Persiceto e Galliera. Per quanto riguarda le scuole i comuni che hanno risentito i danni maggiori sono Crevalcore e San Giovanni in Persiceto che hanno dovuto optare per l'acquisto di strutture provvisorie per ospitare gli studenti delle elementari in attesa della costruzione degli edifici definitivi. A San Pietro in Casale una persona è deceduta per infarto a seguito della scossa del 20 maggio.

### Provincia di Rovigo

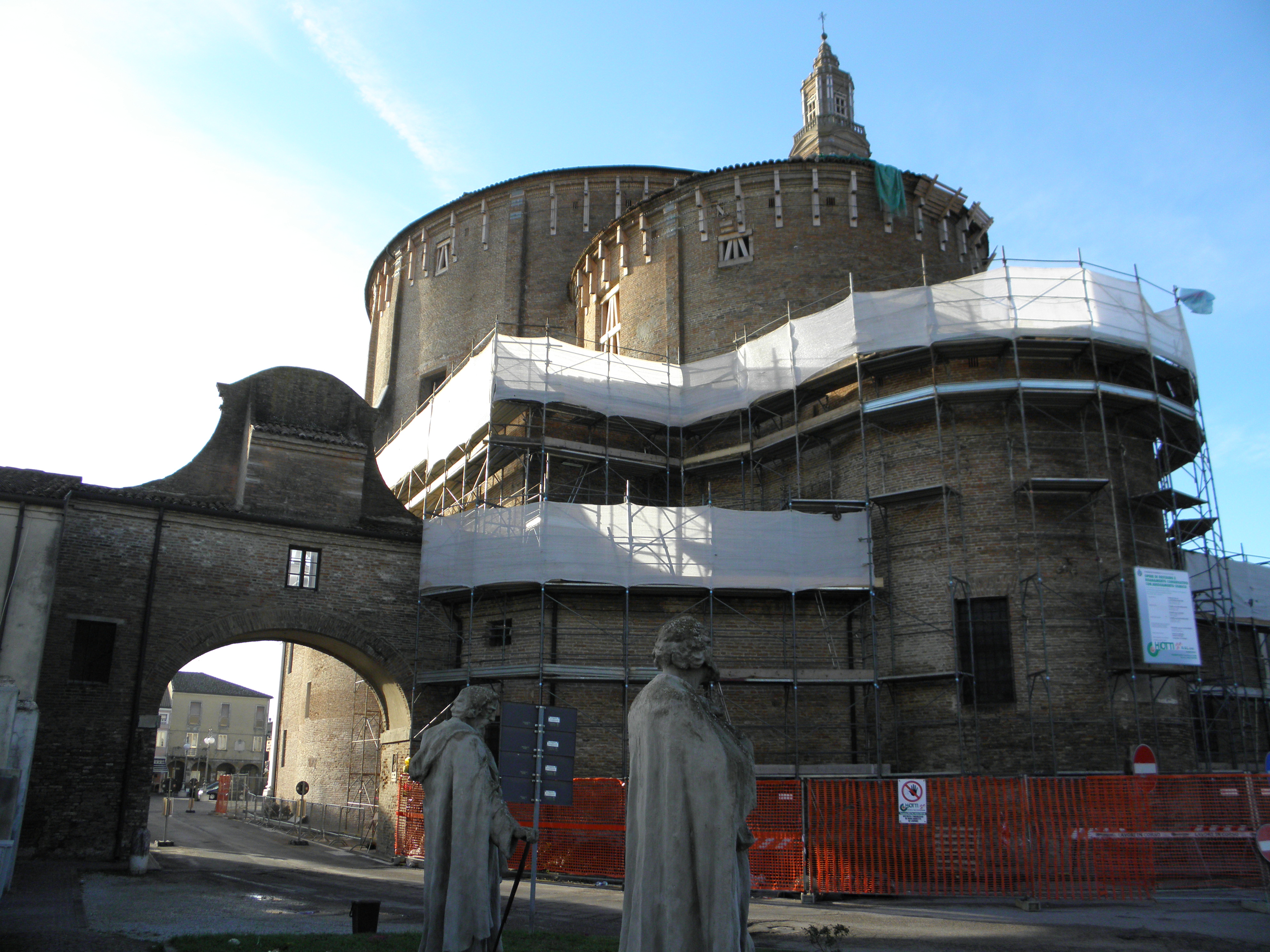
Ficarolo, provincia di Rovigo: lavori di messa in sicurezza dell'abside della chiesa arcipretale di Sant'Antonino Martire (Ficarolo)

La provincia di Rovigo, anche se colpita dagli eventi sismici di maggio, è risultata la meno danneggiata rispetto alle altre provincie definite terremotate nel decreto legge 74 del 6 giugno emanato dal Governo. I danni maggiori si sono avuti nei comuni che si affacciano in prossimità del fiume Po dove questo traccia il confine con le province di Mantova e Ferrara. Tra i comuni più colpiti vi sono Ficarolo, Gaiba, Castelnovo Bariano, Calto, Castelmassa, Ceneselli, Salara, Stienta e Fiesso Umbertiano. I danni interessano nella quasi totalità dei casi edifici pubblici o edifici residenziali di più antica costruzione e quindi già in situazioni non ottimali. Le chiese maggiormente danneggiate dal sisma sono quelle di Sant'Antonino Martire a Ficarolo, San Giuseppe a Gaiba, Natività della Beata Vergine Maria a Fiesso Umbertiano, San Lorenzo a Occhiobello e San Rocco a Calto. Scuole danneggiate a Stienta, Castelmassa e Lendinara. Alcuni sfollati ospitati in strutture coperte.

### Zone lontane dagli epicentri

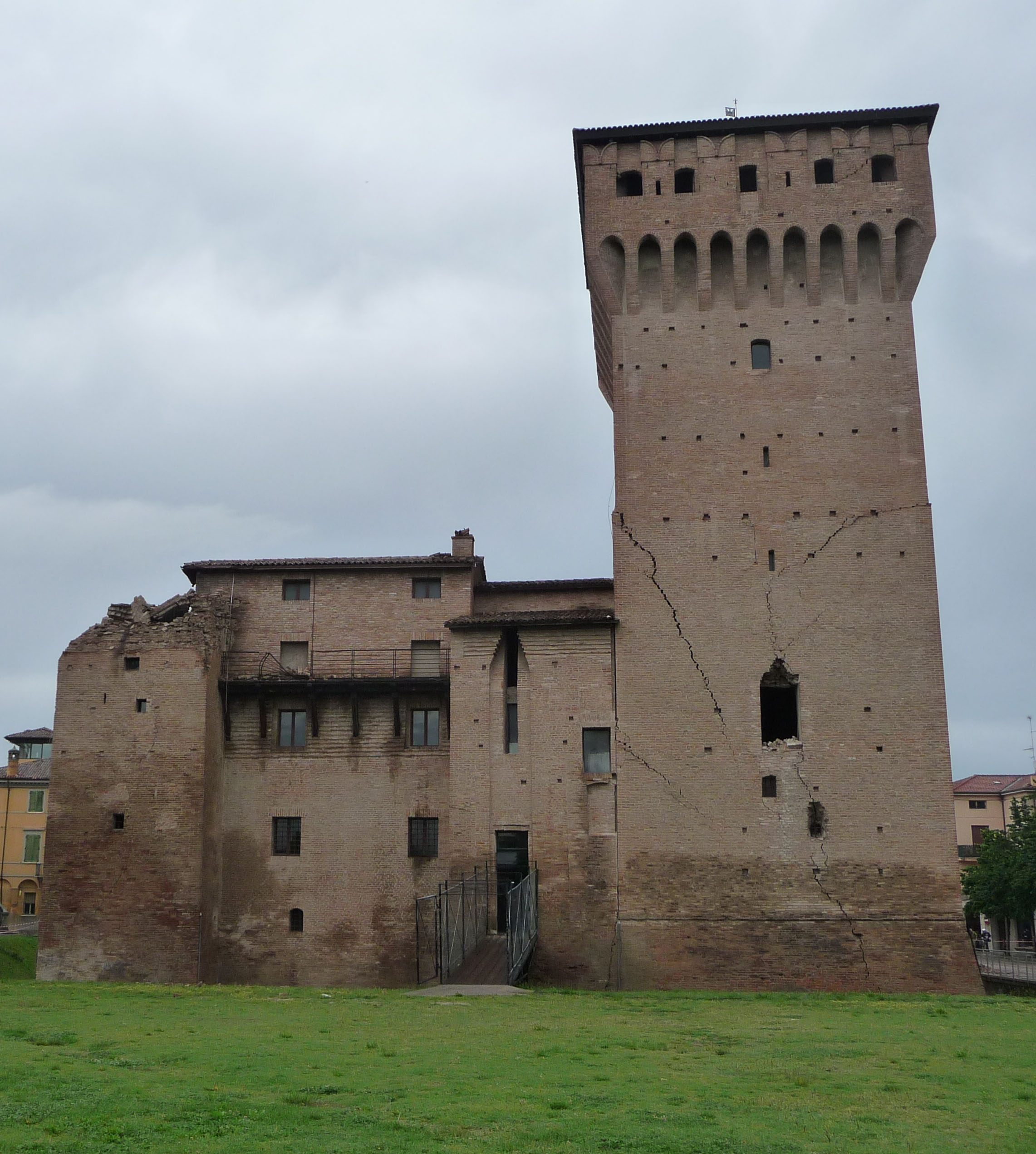
Crolli nelle torri della Rocca Estense di San Felice sul Panaro a seguito del sisma del 20 maggio

A Milano sono stati fatti evacuare numerosi palazzi del centro, compresa la sede della Regione Lombardia, il Pirellone e molte scuole, per ragioni di sicurezza poco dopo la scossa. Nel capoluogo lombardo, comunque, non si è segnalato alcun danno. A Venezia, invece, è crollata una statua nei giardini Papadopoli, sfiorando una donna. A Padova è stata lievemente danneggiata la basilica di Sant'Antonio. A Genova si sono prodotte alcune crepe nel Palazzo San Giorgio. La situazione era molto diversa a Mantova, in quanto ci sono stati danni alla basilica palatina di Santa Barbara, Palazzo Te, Palazzo Ducale e ad altri edifici del centro storico, mentre in provincia si sono verificati alcuni crolli. Mentre l'entità dei danni all'edilizia abitativa è stata per fortuna scarsa, pesantissimi sono stati i danni subiti dalle costruzioni a uso agricolo, con il settore già in crisi reputato in ginocchio. In provincia di Massa-Carrara la città di Aulla, già duramente provata dall'alluvione dell'ottobre 2011, ha riportato danni al Palazzo Centurione, edificio storico nonché sede del liceo cittadino e sede provvisoria della scuola elementare. A Pisa è stato chiuso per motivi precauzionali il già lesionato Palazzo della Sapienza, sede della biblioteca universitaria di Pisa e della facoltà di giurisprudenza; la successiva perizia, commissionata dall'Università di Pisa, ha però dimostrato che i danni del palazzo non dipesero affatto dal terremoto.

### Lista dei comuni maggiormente colpiti
Nelle tabelle in basso si riportano gli effetti e i danni prodotti dal terremoto nei comuni colpiti. In tale lista sono inseriti i comuni oggetto del rapporto macrosismico redatto dall'INGV e i comuni qualificati come "terremotati" nel decreto legge 74 emanato il 6 giugno 2012 dal Governo. Nella colonna "intensità" è riportata l'intensità dei terremoti determinata secondo la scala macrosismica europea (EMS-98). I dati sono estrapolati dal rapporto macrosismico definitivo elaborato dal QUEST (Quick Earthquake Survey Team) dell'INGV.
Per il sisma del 20 maggio l'intensità epicentrale Io=7 indica una generale buona risposta dell'edilizia residenziale. Le scosse del 29 maggio hanno causato i maggiori danni all'edilizia civile, probabilmente per la maggiore vicinanza dell'epicentro ad aree a maggiore densità abitativa. L'intensità epicentrale per l'intera sequenza è stata stimata Io=7-8.
Sia per la scossa del 20 maggio sia per quelle del 29 maggio si osserva un'attenuazione molto decisa degli effetti soprattutto in direzione N-S.
Nella tabella seguente sono indicati i comuni maggiormente colpiti dal sisma in Emilia. Tali comuni possono essere definiti come tali in quanto hanno presentato una serie di crolli totali e soprattutto parziali di edifici sia diffusamente (per quanto riguarda i comuni con intensità maggiore di 7) sia sporadicamente (per quanto riguarda i comuni con intensità uguale a 7) sul territorio e che in alcuni casi hanno riguardato anche edifici di recente costruzione ed edifici in cemento armato. A essi è stata attribuita intensità maggiore o uguale a 7 con un massimo di intensità 8. A Cavezzo è stata attribuita intensità 8 in quanto si sono verificati numerosi crolli, totali e parziali, oltre che nel centro storico, di edifici di recente costruzione alcuni dei quali in cemento armato.
Numerosi crolli parziali e raramente totali si sono verificati, nei comuni con intensità 7-8, soprattutto nei centri storici e soprattutto a livello di edifici in muratura. Danni medio-gravi sono stati registrati in maniera diffusa in tutto il territorio comunale dei comuni compresi in tali livelli di intensità. Intensità pari a 7 è stata attribuita a tutti quei comuni in cui si sono registrati danni medio gravi e moderati soprattutto a edifici in muratura abbastanza diffusamente nel territorio comunale. Raramente sono stati registrati crolli totali o parziali di edifici che nella quasi totalità dei casi hanno riguardato l'edilizia urbana e rurale più antica e quella monumentale.
Intensità pari a 6-7 e 6 è stata attribuita a tutti quei comuni in cui si sono verificati danni gravi ma meno diffusamente sul territorio comunale rispetto ai comuni che hanno registrato intensità maggiore. I danni più rilevanti hanno riguardato l'edilizia più antica e quindi più vulnerabile, sia essa monumentale urbana o rurale, mentre lesioni gravi a edifici di moderna costruzione sono stati rilevati solo raramente.
| Comune                    | Provincia     | Danni | Vittime | Intensità |
| ------------------------- | ------------- | --- | ------- | --------- |
| Cavezzo                   | Modena        | Numerose costruzioni lesionate e parzialmente crollate. Molti crolli, anche in palazzi di recente costruzione, sono attribuibili a episodi diffusi di liquefazione delle sabbie. Due morti, di cui uno nel crollo del mobilificio Malavasi. Si valuta che circa il 75% degli edifici del paese abbia subito gravi danni. | 3       | 8         |
| Concordia sulla Secchia   | Modena        | Molti edifici nel centro storico hanno riportato gravi lesioni o sono parzialmente crollati. Il centro storico è stato evacuato ed è stata istituita la zona rossa. Numerose costruzioni lesionate e parzialmente crollate. Sono morte due persone a causa della caduta di calcinacci. I danni maggiori sono stati provocati dalle scosse del 29 maggio; gli eventi precedenti avevano provocato lesioni agli edifici storici come la chiesa e il municipio con parziali crolli. | 2       | 7-8       |
| Mirandola                 | Modena        | Molti edifici nel centro storico hanno riportato gravi lesioni o sono parzialmente crollati. Il centro storico è stato evacuato ed è stata istituita la zona rossa. Gravi danni sulla parete ovest del Castello dei Pico, dove la struttura portante risulta pesantemente compromessa. Danni al Palazzo Comunale, con distacco del loggiato nord dal corpo di fabbrica principale, danni alle strutture portanti, al portico nord e crollo dei solai. Crollate le volte della Chiesa del Gesù. Crolli al duomo (copertura e navate) e alla chiesa di San Francesco (quest'ultima è crollata completamente, campanile compreso). Altri edifici storici e pubblici pesantemente danneggiati. Danneggiate il 70% delle aziende del distretto biomedicale. Morto il titolare dell'Aries S.r.l. A San Giacomo Roncole è crollata parte della chiesa e numerosissimi crolli hanno interessato le aziende appartenenti al distretto biomedicale. Tre operai morti alla BBG S.r.l.                                              | 4       | 7-8       |
| Moglia                    | Mantova       | Gravi danni registrati nel centro storico dove è stata creata una zona rossa. Crolli imponenti nella facciata della chiesa e nella parte superiore del municipio. Il campanile di Bondanello, gravemente danneggiato, abbattuto il 12 giugno per motivi di sicurezza. Gravi danni alle scuole in particolare alla primaria e alla secondaria che hanno costretto l'amministrazione a ricorrere a container per ospitare gli alunni. Circa 400 le abitazioni inagibili che hanno comportato un numero di sfollati pari a quasi 1 200 abitanti. Episodi documentati di liquefazione dei terreni. |         | 7-8       |
| Novi di Modena            | Modena        | Numerose costruzioni lesionate, crollate ed evacuate soprattutto a livello di abitazioni. Gravissimi danni al centro storico: la chiesa di Sant'Antonio è crollata il 29 maggio e il 3 giugno è crollata la torre dell'Orologio a seguito della scossa delle 21:20. A Rovereto sul Secchia, frazione di Novi di Modena è morto il parroco a causa del crollo della chiesa. Nella frazione numerosissimi altri edifici sono stati interessati da crolli totali o parziali che hanno interessato anche edifici di recente costruzione. | 1       | 7-8       |
| Finale Emilia             | Modena        | Numerose costruzioni storiche lesionate e parzialmente crollate. Gravi lesioni alla Rocca Estense. Crollato il Duomo, il relativo campanile e gravi lesioni ad altre chiese e monumenti storici. Crollata la torre dell'Orologio. Crolli in vari edifici industriali. I danni sono occorsi principalmente il 20 maggio, nel sisma successivo il paese è risultato meno coinvolto. L'edilizia abitativa ha fortunatamente resistito abbastanza bene al sisma. La popolazione ha evacuato spontaneamente le case nel timore di nuovi sismi. | 1       | 7         |
| Reggiolo                  | Reggio Emilia | Alcune costruzioni lesionate. Danni alla Rocca del paese e alle strutture agricole. Si tratta del comune con più danni dell'intera provincia. |         | 7         |
| San Felice sul Panaro     | Modena        | Istituzione di una zona rossa nel centro storico, preventivamente evacuato a causa di crolli diffusi. Parziali crolli e gravi lesioni al castello. Crollato il Duomo, il relativo campanile e gravi lesioni ad altre chiese e monumenti storici. Numerose costruzioni, anche di recente costruzione, lesionate e parzialmente crollate. Numerose costruzioni e capannoni industriali crollati o lesionati. Dislocato di circa 20 cm il cavalcavia della tangenziale. Episodi di liquefazione delle sabbie (evidenti presso lo stadio comunale). Tre morti alla Meta S.r.l. | 3       | 7         |
| Camposanto                | Modena        | Numerose costruzioni lesionate, crolli nelle campagne, molti edifici evacuati dagli occupanti, molto probabilmente alcune strutture urbane saranno dichiarate inagibili. |         | 6-7       |
| Crevalcore                | Bologna       | Crolli al castello di Ronchi. Crolli al castello di Galeazza. Municipio inagibile. Centro storico considerato zona rossa, completamente evacuato: circa 3 000 sfollati. Scuola elementare del capoluogo inagibile. Chiese del capoluogo e di tutte le frazioni inagibili. Nessun ferito. |         | 6-7       |
| Mirabello                 | Ferrara       | Numerose costruzioni lesionate e parzialmente crollate, parzialmente crollata e danneggiata gravemente la chiesa di San Paolo. |         | 6-7       |
| San Giacomo delle Segnate | Mantova       | Gravissimi i danni alle abitazioni: circa 190 le abitazioni dichiarate inagibili comportanti un numero di sfollati pari a 500 persone. La protezione civile ha allestito un campo ospitante circa 300 persone. I danni nel campo economico hanno riguardato principalmente il settore agricolo. La Chiesa di San Giacomo ha subito gravissimi danni tra i quali il crollo del frontone sulla piazza antistante. Il campanile della stessa si è inclinato pericolosamente; il sindaco ha istituito una zona rossa nel centro storico riaperto solo il 5 luglio. Ingenti danni sono stati registrati anche alla Villa Arrigona. Gravi danni anche alle scuole: gravemente danneggiate la scuola materna e la scuola elementare che verranno ricostruite ex novo previo utilizzo di prefabbricato per ospitare gli alunni della materna. |         | 6-7       |
| Bondeno                   | Ferrara       | Diverse costruzioni lesionate. Varie strutture crollate parzialmente o totalmente, principalmente storiche e industriali. I danni più gravi si sono avuti soprattutto al Duomo, a tutte le chiese e a diversi edifici, anche ad alcuni di recente costruzione. Un operaio, a seguito della scossa del 20 maggio, è morto per via del crollo della fabbrica URSA nella frazione di Stellata. Seri danni anche nelle frazioni di Scortichino, Burana, Gavello e Pilastri. A Burana gravissimi danni alla chiesa e al campanile del paese. Gravi danni anche a Pilastri soprattutto alla chiesa e all'edificio storico Palazzo Mosti, ma l'edilizia abitativa ha resistito bene alla scossa tellurica. Alcuni sfollati sono stati ospitati presso la palestra del paese. | 1       | 6         |
| Carpi                     | Modena        | Alcuni edifici hanno riportato danni superficiali, più serie le conseguenze al patrimonio artistico con un crollo al locale duomo. Diversi edifici sono stati evacuati volontariamente dagli occupanti in attesa dei controlli, ma l'edilizia abitativa non ha riportato danni pesanti, a parte 422 abitazioni private inagibili (dato non aggiornato fonte comune di Carpi). |         | 6         |
| Cento                     | Ferrara       | Numerose costruzioni storiche e agricole lesionate, conseguenze anche ad alcuni edifici industriali e in alcune frazioni, fortunatamente meno gravi i danni all'edilizia abitativa. Molte le abitazioni inagibili evacuate dagli abitanti prima e dopo i controlli. Scuole inagibili. Chiusura di alcuni edifici di culto, in particolare la Chiesa di Buonacompra. | 1       | 6         |
| Medolla                   | Modena        | Danni pesantissimi al comparto industriale, minori all'edilizia abitativa. Quattro operai morti dal crollo dell'azienda biomedicale Haemotronic S.p.A. | 6       | 6         |
| Poggio Renatico           | Ferrara       | Danni pesanti al patrimonio artistico locale, le strutture abitative non hanno riportato conseguenze ingenti ma molti edifici sono stati spontaneamente evacuati dagli occupanti prima dei controlli. Gravi danni al castello Lambertini (crollo della torre dell'orologio) e alla chiesa abbaziale di San Michele (danneggiamento del campanile e della cupola). |         | 6         |
| Poggio Rusco              | Mantova       | Circa 500 gli edifici danneggiati di cui 213 sono abitazioni. Inagibili circa 100 unità abitative che hanno comportato un numero di sfollati pari a circa 120 abitanti. Per gli sfollati è stata allestita una tendopoli ospitante 400 persone, la più grande della provincia di Mantova. Ingenti i danni agli edifici pubblici: registrati gravi crolli nel soffitto della chiesa e ingenti danni anche alla struttura portante della stessa. Il campanile si è letteralmente spostato dal suo asse. Gravi danni al municipio e numerosi crolli alla torre Falconiera. Il centro storico è stato dichiarato zona rossa con gravi danni alle attività commerciali. Modesti i danni alla scuola secondaria mentre ingentissimi risultano essere i danni alla scuola primaria: si prevede una ricostruzione ex novo della stessa previo utilizzo di prefabbricati provvisori per ospitare gli studenti. In ginocchio le strutture agricole della zona e danni quantificati in 18 milioni di euro al comparto industriale. |         | 6         |
| Quistello                 | Mantova       | La Chiesa di San Bartolomeo ha subito danni ingenti ed è stata interessata da crolli. Numerosissimi danni anche a svariati edifici del centro storico che insieme con la chiesa hanno causato la chiusura dello stesso e la creazione di una zona rossa. I 500 sfollati, circa un decimo della popolazione comunale, sono stati ospitati nella tensostruttura messa a disposizione dalla protezione civile. Gravi danni anche alle imprese della zona e alle abitazioni private: circa 400 quelle dichiarate inagibili. Danni anche alle scuole del comune: l'asilo nido risulta essere la struttura maggiormente danneggiata dal sisma. |         | 6         |
| San Possidonio            | Modena        | Crolli nel campanile della chiesa di San Possidonio Crolli importanti alla facciata e alle pareti laterali della Chiesa. Crollo parziale di Villa Varini, di Teatro Varini e dell'ex sede municipale. Danneggiato seriamente la palestra comunale e le scuole. Danni e crolli a numerosi capannoni (fra cui il magazzino comunale), abitazioni private e casolari di campagna. due tendopoli della protezione civile della Toscana e del Lazio oltre a numerosi accampamenti privati. |         | 6         |
| San Prospero              | Modena        | Diverse costruzioni lesionate ed evacuate, molti casolari di campagna distrutti. Centro commerciale e condomini limitrofi inagibili. |         | 6         |
| Sant'Agostino             | Ferrara       | Diverse costruzioni lesionate e parzialmente crollate, prevalentemente industriali e agricole, morti due operai nel crollo della fabbrica di ceramica del paese. Crollato parte del municipio in diretta TV. Episodi diffusi di liquefazione dei terreni con danni ingenti al manto stradale della frazione di San Carlo con rischio di sprofondamento dello stesso e delle abitazioni soprastanti. | 4       | 6         |

### Lista degli altri comuni danneggiati
Nella tabella seguente sono indicati tutti gli altri comuni danneggiati dal sisma. Tali comuni possono essere definiti danneggiati in quanto hanno subito danni raramente moderati e soprattutto di lieve entità ma, in alcuni casi, diffusi sul territorio comunale; in questi casi, il sisma ha comportato, proprio per la diffusione dei danni, un ammontare degli stessi pari a diversi milioni di euro. Inoltre in molti di essi i danni non sono lontanamente assimilabili a quelli registrati nei comuni compresi nelle tabelle precedenti. Analizzando nel dettaglio è stata attribuita intensità del danno pari a 5-6 e 5 a tutti quei comuni che hanno subito danni ma che in molti casi sono risultati di lieve entità e talvolta trascurabili. I danni maggiori si sono registrati in particolare agli edifici pubblici e rurali e meno diffusamente all'edilizia residenziale. I comuni con dicitura n.o.c. sono quei comuni qualificati come terremotati nel decreto-legge n. 74 del 6 giugno ma non oggetto di classificazione del rapporto macrosismico dell'INGV.
| Comune                    | Provincia     | Danni | Vittime | Intensità |
| ------------------------- | ------------- | --- | ------- | --------- |
| Gonzaga                   | Mantova       | Gravi danni agli edifici pubblici: il municipio è risultato essere inagibile ma anche la chiesa parrocchiale di San Benedetto Abate ha subito gravi lesioni. La chiesa più danneggiata del comune risulta essere quella di Bondeno che ha visto crollare tutta la sua parte superiore nella piazza antistante. Ingenti danni riguardano le abitazioni: ben 295 abitazioni sono risultate inagibili per un totale di circa 400 sfollati. Per questi ultimi è stato aperto un campo ospitante un massimo di 150 persone. Danni anche al comparto industriale e agricolo: il caseificio Venera Vecchia ha perso migliaia di forme di Parmigiano mentre milioni di euro di danni sono stati registrati nelle decine di aziende danneggiate dal sisma. |         | 5-6       |
| Pegognaga                 | Mantova       | Gravi danni alle abitazioni in quanto sono state dichiarate inagibili circa 72 unità abitative per un totale di 220 sfollati. Ingenti danni sono stati subiti anche da edifici pubblici e da attività produttive soprattutto nel settore lattiero-caseario. Gravi danni alla chiesa parrocchiale di San Lorenzo e al Teatro Anselmi. I danni maggiori del sisma riguardano il settore agricolo: solo nella latteria Vo' Grande sono crollate al suolo migliaia di forme di Parmigiano Reggiano che hanno comportato danni per migliaia di euro. Danni anche alle scuole, in particolare alle elementari: il comune ha deciso di ricostruire le elementari sotto forma di prefabbricato antisismico. |         | 5-6       |
| Quingentole               | Mantova       | I danni maggiori si sono avuti agli edifici pubblici: Gravi danni alla chiesa parrocchiale di San Lorenzo Martire, ma anche municipio e teatro hanno riportato gravi danni. Modesti danni anche alle abitazioni: sono state dichiarate inagibili circa 42 unità abitative ed è stato aperto un campo, gestito direttamente dal comune, ospitante circa 60 persone. Danni anche alle attività commerciali a causa della chiusura della piazza principale. |         | 5-6       |
| Rolo                      | Reggio Emilia | Modesti danni alle abitazioni: risultano essere 54 le abitazioni inagibili per un totale di 102 sfollati che sono stati ospitati in un campo gestito dalla protezione civile. Per quanto riguarda gli edifici pubblici gravi danni sono stati riscontrati nella chiesa parrocchiale, alla torre civica, al teatro comunale, alla palestra (destinata alla demolizione), alla Villa parrocchiale (sec. XVI) che ospita una scuola dell'infanzia, al municipio e alla scuola primaria (del 1911) e secondaria, tutti edifici inagibili. Solo la scuola secondaria di 1º grado è stata messa in sicurezza durante l'estate 2012, mentre per la scuola dell'Infanzia parrocchiale e la scuola primaria statale sono stati realizzati edifici EST dalla Regione Emilia-Romagna, e l'anno scolastico è potuto iniziare con poche settimane di ritardo. La chiesa parrocchiale è stata restaurata e riaperta nel novembre 2013, mentre la torre civica del XVII secolo, che ospita orologio e campane, è stata recuperata nell'estate 2015. |         | 5-6       |
| San Pietro in Casale      | Bologna       | Deceduta una persona per infarto a seguito del terremoto del 20 maggio. Sono state dichiarate inagibili circa 150 abitazioni ed è stato allestito un campo di accoglienza. Danni agli edifici religiosi soprattutto nelle frazioni Scuole chiuse in quanto dichiarate inagibili. | 1       | 5-6       |
| Sant'Agata Bolognese      | Bologna       | Lievi danni a costruzioni rurali o molto antiche come alla chiesa parrocchiale. Evacuata la ditta locale Lamborghini per motivi precauzionali. |         | 5-6       |
| Bomporto                  | Modena        | Gravi danni alle abitazioni: sono state dichiarate inagibili circa 140 abitazioni per un totale di circa 400 sfollati. Per ospitare gli sfollati è stato aperto un campo gestito dal Corpo italiano di soccorso dell'Ordine di Malta, con il supporto del Corpo militare EI-SMOM. Gravissimi danni agli edifici pubblici e al centro storico: la chiesa di Bomporto è risultata inagibile compromettendo la sicurezza degli edifici circostanti. Inagibile anche il municipio e interventi importanti sono stati effettuati sulla ciminiera di cui è stata ridotta l'altezza da 35 a 16 metri. Gravissimi danni anche alla pieve matildica di Sorbara. Danni pesanti anche alle scuole sia di Bomporto sia della frazione Solara che sono state dichiarate inagibili come pure quella di un'altra frazione del comune, Sorbara. |         | 5         |
| Castello d'Argile         | Bologna       | Lievi danni alle strutture abitative: 50 gli sfollati che richiedono assistenza. Danni più seri agli edifici pubblici: il municipio è stato dichiarato inagibile come pure la chiesa di San Pietro. |         | 5         |
| Castelmassa               | Rovigo        | I danni maggiori si sono avuti agli edifici pubblici (come il municipio) e ad alcune abitazioni, ma soprattutto alla chiesa dove si sono verificati diversi crolli. Danneggiate anche le scuole elementari. |         | 5         |
| Castelnovo Bariano        | Rovigo        | Danni in molti casi trascurabili a edifici già in condizioni critiche e a edifici antichi come chiese e casolari di campagna. |         | 5         |
| Fabbrico                  | Reggio Emilia | Danni a diversi edifici residenziali e pubblici; 120 edifici inagibili fra cui la scuola elementare. Chiusa la via Piave per precauzione, danni ingenti alla chiesa di Santa Maria Assunta. Allestite tende per gli sfollati nel centro sportivo e nei parchi comunali. |         | 5         |
| Galliera                  | Bologna       | Gravi danni al comparto industriale e agricolo, transennate le piazze e il centro storico per diverse lesioni agli edifici. Inagibili la parrocchia della Coronella, l'asilo "Sacro Cuore", la scuola media inferiore San Venanzio, e le ditte Window Automation Industry S.r.l. e I.L.S.A. S.p.A. |         | 5         |
| Nonantola                 | Modena        | Inagibile la basilica abbaziale in seguito alle numerose crepe che hanno provocato danni per un milione e mezzo di euro. Inagibili anche la pieve, parte del palazzo comunale e la torre dell'Orologio nel capoluogo, oltre alla chiesa parrocchiale nella frazione di Rubbiara. Nella frazione di Redù la chiesa è stata prima chiusa, poi rinforzata e riaperta in pochi mesi. Danni a diverse strutture agricole, crepe in qualche edificio, alcuni dei quali evacuati a livello precauzionale. |         | 5         |
| Pieve di Cento            | Bologna       | Gravi lesioni al patrimonio storico e artistico: crollata la cupola della chiesa di Santa Maria Maggiore. Danni gravi anche alla scuola elementare De Amicis e alla Rocca del paese. |         | 5         |
| Ravarino                  | Modena        | Danni lievi a edifici già in condizioni critiche e casolari di campagna. |         | 5         |
| Sala Bolognese            | Bologna       | Danni a diversi edifici residenziali e pubblici: evacuata una palazzina dichiarata inagibile. |         | 5         |
| San Benedetto Po          | Mantova       | Danneggiato seriamente il patrimonio agricolo e industriale: crollo di una corte agricola settecentesca, lesioni al monastero del Polirone. |         | 5         |
| San Giorgio di Piano      | Bologna       | Danni e lesioni di vario tipo a edifici residenziali, civili e al comparto agricolo-industriale. |         | 5         |
| San Giovanni in Persiceto | Bologna       | Danni alle strutture più vecchie del centro storico, diverse costruzioni, due scuole e varie chiese rese inagibili, dieci persone evacuate da uno stabile. Chiuso anche il Centro per l'impiego a causa dei danni subiti. |         | 5         |
| Sermide                   | Mantova       | Diverse lesioni e danni (in vari casi molto gravi) al patrimonio storico e artistico, gravemente danneggiate tutte le chiese del paese. Chiuso il centro storico, messe in sicurezza la torre dell'albergo Caval Marino e la torre civica. |         | 5         |
| Felonica                  | Mantova       | Tre chiese inagibili, famiglie evacuate, danni a palazzo Cavriani e agli edifici più vecchi del paese. |         | n.o.c.    |
| Magnacavallo              | Mantova       | Lesioni e crolli a chiesa parrocchiale e centro storico. |         | n.o.c.    |
| San Giovanni del Dosso    | Mantova       | Diverse costruzioni lesionate e parzialmente crollate, prevalentemente industriali e agricole. In ginocchio le strutture agricole della zona e danni anche al comparto industriale che ha indotto le aziende colpite a ricorrere a tensostrutture. |         | n.o.c.    |
| Schivenoglia              | Mantova       | Danni a scuole e municipio, diverse abitazioni e una RSA inagibili, crollata la chiesa principale del paese, danni alla chiesa della Madonna nella località di Brazzuolo, centro storico evacuato. |         | n.o.c.    |
| Villa Poma                | Mantova       | Danni ingenti in due caseifici, crollato il campanile di Ghisione. |         | n.o.c.    |
| Correggio                 | Reggio Emilia | Danneggiamento diffuso su tutto il patrimonio storico. Lesionata la Torre civica e l'attigua Basilica di San Quirino, la sala del consiglio comunale, la chiesa di Santa Maria della Misericordia, la chiesa di Santa Chiara e il santuario della Madonna della Rosa. Lesionate molte abitazioni private storiche o realizzate negli anni 60-70 del Novecento. |         | n.o.c.    |
| Campagnola Emilia         | Reggio Emilia | Crepe e lesioni importanti in molti edifici, specie nel centro storico. |         | n.o.c.    |
| Novellara                 | Reggio Emilia | Gravi crepe alla rocca dei Gonzaga, dichiarate inagibili la Collegiata di S. Stefano, la Chiesa di S. Bernardino e quella di S. Maria. |         | n.o.c.    |
| Rio Saliceto              | Reggio Emilia | Seriamente danneggiati alcuni edifici pubblici e le chiese. Inagibili il teatro comunale e il cimitero del paese. |         | n.o.c.    |
| Vigarano Mainarda         | Ferrara       | Danni ingenti al comparto industriale del paese. |         | n.o.c.    |
| Ferrara                   | Ferrara       | Danni a diverse strutture, principalmente superficiali. Più pesanti i danni agli edifici storici e alle abitazioni del centro storico. Numerose strutture pubbliche completamente inagibili. Danni al patrimonio artistico e storico della città quantificabili in svariate decine di milioni di euro. |         | n.o.c.    |
| Soliera                   | Modena        | 33 edifici dichiarati inagibili, 155 persone sfollate. Lesioni e danni al centro storico. |         | n.o.c.    |
| Ficarolo                  | Rovigo        | Crollato il tetto della chiesa del Carmine, danni ingenti alle vie del paese. Danni pesantissimi al campanile principale del paese, tuttora è a grave rischio di crollo. La ciminiera dell'ex zuccherificio si è spezzata. |         | n.o.c.    |
| Fiesso Umbertiano         | Rovigo        | Lesioni gravi alla chiesa parrocchiale. Danneggiate alcune abitazioni; alcuni sfollati. |         | n.o.c.    |
| Occhiobello               | Rovigo        | Danneggiate alcune abitazioni. Crolli interni nella chiesa parrocchiale. |         | n.o.c.    |
| Stienta                   | Rovigo        | Danni seri alla chiesa parrocchiale e alle scuole elementari dichiarate inagibili. Danneggiate alcune abitazioni. |         | n.o.c.    |
| Ceneselli                 | Rovigo        | Danni seri alla chiesa parrocchiale dichiarata inagibile e ad alcune abitazioni. |         |           |
| Gaiba                     | Rovigo        | Parzialmente crollato il campanile della chiesa parrocchiale, alcune costruzioni lesionate. |         | n.o.c.    |
| Venezia                   | Venezia       | Crollo di una statua posta tra piazzale Roma e i giardini Papadopoli. |         | n.o.c.    |
| Castelvetro Piacentino    | Piacenza      | Crollo di una scaffalatura che ospitava alcune forme di Parmigiano Reggiano, facendo rovinare il formaggio addosso a due operai rimasti feriti, uno in modo grave. |         | n.o.c.    |
| Ponte dell'Olio           | Piacenza      | Lesioni alla scuola media "Vaccari" e successiva dichiarazione di inagibilità della struttura e decisione del sindaco di trasferire tutte le attività nella vicina scuola elementare. |         | n.o.c.    |

## Fasi dell'emergenza

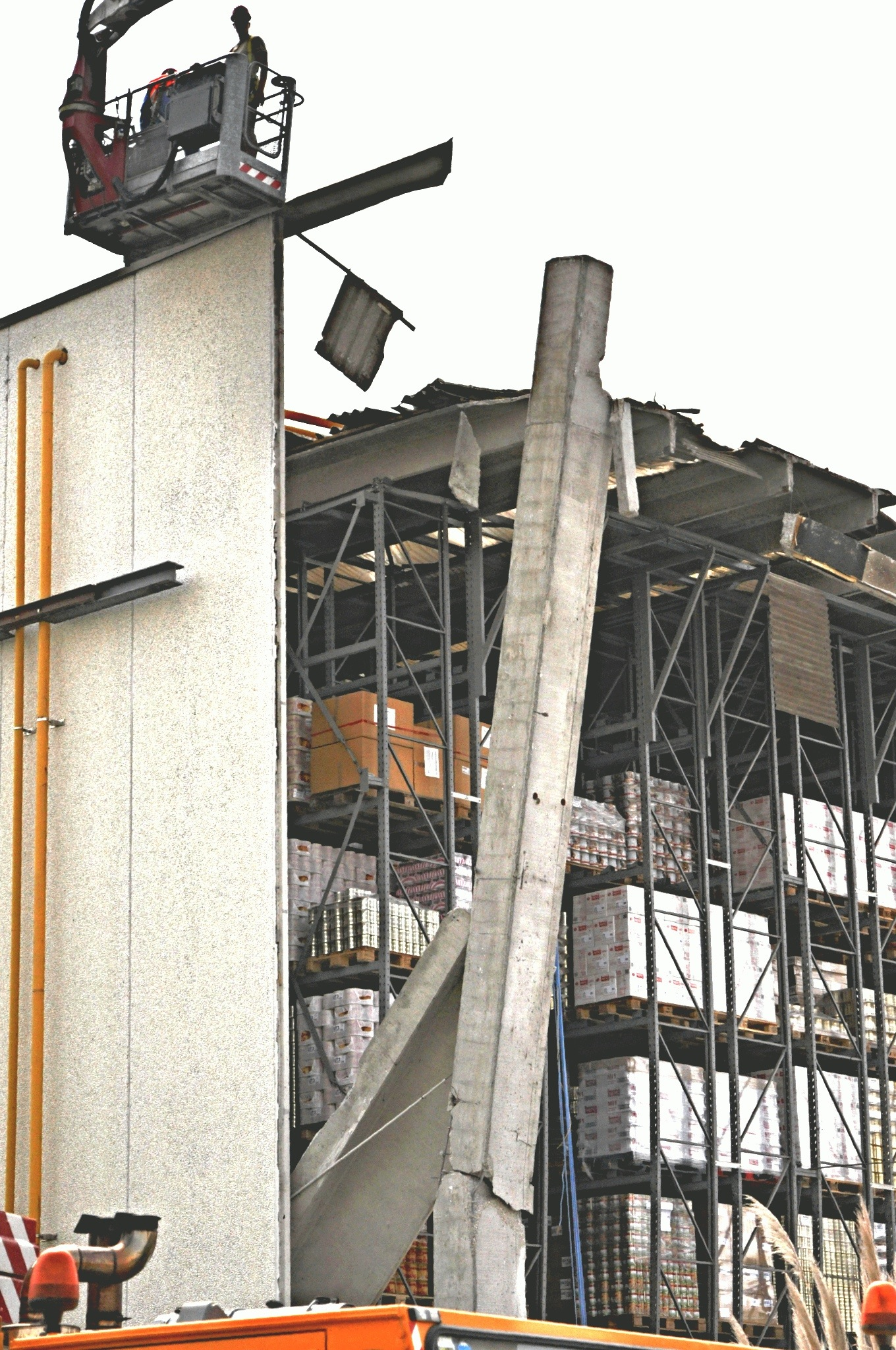
Capannone industriale gravemente danneggiato a Medolla, dopo le scosse del 29 maggio

### Misure immediate
Immediatamente dopo l'evento sismico del 20 maggio 2012, il Dipartimento Nazionale della Protezione Civile attiva la propria unità di crisi, con tutte le funzioni di supporto necessarie, per garantire l'organizzazione e il coordinamento dei primi soccorsi, di concerto con le strutture regionali interessate. Negli stessi minuti il capo dipartimento della protezione civile dispone la convocazione del comitato operativo della protezione civile, che rimarrà attivo ininterrottamente fino al 23 maggio. La portata dell'evento ha determinato, fin dai primi momenti, l'attivazione delle strutture operative del sistema nazionale della protezione civile e quindi, fra le altre cose, un dispiegamento notevole di forze di polizia, mezzi di soccorso aerei e terrestri di vigili del fuoco, organizzazioni di volontariato di Protezione Civile ed esercito. Per quanto accaduto è stato dichiarato il lutto nazionale per il 4 giugno 2012.

### Diffusione mediatica
I media hanno offerto un'ampia copertura dell'accaduto con le reti televisive nazionali e locali che hanno presentato in diretta gli avvenimenti poco dopo le varie scosse. Insieme al terremoto dell'Aquila del 2009 e al terremoto del Centro Italia del 2016, il terremoto dell'Emilia del 2012 rappresenta uno degli eventi sismici maggiormente seguiti e documentati in Italia, a fronte dell'ampia diffusione di notizie, filmati, interviste, report fotografici sul web.

### Effetti economici
Oltre ai danni materiali su edifici pubblici, privati e storico-artistico, si aggiungono danni rilevanti di natura economica all'impianto produttivo regionale, in primis riguardo alla produzione del Parmigiano-Reggiano. Il 30 maggio 2012 il Consiglio dei ministri ha varato le misure d'emergenza: rinvio a settembre dei versamenti fiscali, aumento di 2 centesimi di euro dell'accisa sulla benzina, deroga al patto di stabilità per i comuni.
La conta dei danni riporta all'ordine del giorno il tema della prevenzione. Secondo la Protezione civile prevenire avrebbe un impatto economico decisamente meno oneroso rispetto al costo della riparazione dei danni. In totale sono stati stimati danni per più di 13,2 miliardi di euro di cui 11,5 miliardi nella sola regione Emilia-Romagna (in particolare nelle province di Modena e Ferrara), 980 milioni in provincia di Mantova e 51 milioni in provincia di Rovigo.

### Sciacallaggio
Nei giorni successivi al disastro si sono verificati alcuni episodi di sciacallaggio: alcune persone si sono finte membri della protezione civile per potersi introdurre nelle abitazioni.

### Gestione dell'emergenza abitativa
La protezione civile e altre associazioni di volontariato hanno attrezzato alcuni centri di accoglienza per gli sfollati nei comuni prossimi all'epicentro del sisma sia nelle provincie colpite dell'Emilia sia in provincia di Mantova mentre svariate strutture alberghiere hanno offerto la disponibilità a ospitare gratuitamente gli sfollati. Dopo lo smantellamento dei campi di accoglienza numerosi comuni hanno risolto il problema dell'emergenza abitativa trovando, per gli sfollati, soluzioni in abitazioni sfitte. I comuni che sono ricorsi all'utilizzo dei Moduli Abitativi Provvisori sono:
- San Possidonio, Mirandola, Concordia sulla Secchia, San Felice sul Panaro, Cavezzo, Novi di Modena in provincia di Modena[195];
- Moglia, San Giacomo delle Segnate in provincia di Mantova[196][197];
- Cento in provincia di Ferrara[198];
- Reggiolo in provincia di Reggio Emilia[199].

### Gestione dell'emergenza scolastica
Per inquadrare i tipi di interventi effettuati occorre distinguere tra Regione Emilia-Romagna e Regione Lombardia. Per quanto riguarda la Regione Emilia-Romagna l'emergenza scolastica è stata risolta secondo due linee principali di intervento: gli Edifici Scolastici Temporanei e i Prefabbricati Modulari Scolastici. Per le scuole più gravemente danneggiate e inagibili (ossia quegli edifici che prevedevano lunghi tempi di ripristino) sono stati costruiti in tempi medio-brevi gli Edifici Scolastici Temporanei (EST).
Tale progetto ha riguardato 28 istituti scolastici del cratere emiliano siti nei comuni di Bondeno, Mirabello, Poggio Renatico in provincia di Ferrara; Fabbrico, Reggiolo, Rolo in provincia di Reggio Emilia; Galliera, Pieve di Cento, San Giovanni in Persiceto in provincia di Bologna; Camposanto, Castelfranco Emilia, Cavezzo, Concordia sulla Secchia, Finale Emilia, Mirandola, Novi di Modena, San Felice sul Panaro, San Possidonio, Soliera in provincia di Modena. Per quegli edifici scolastici per i quali si prevedono tempi brevi di recupero e messa sicurezza sono invece stati adottati i prefabbricati modulari scolastici. La Regione in questo caso ha dunque noleggiato moduli provvisori per consentire il regolare svolgimento dell'anno scolastico in attesa della messa in sicurezza e del ripristino di tali istituti. Essi sono stati utilizzati in sostituzione di 30 edifici scolastici nei comuni di Sant'Agostino, Ferrara, Vigarano Mainarda, Cento in provincia di Ferrara; Crevalcore, San Giovanni in Persiceto, Budrio in provincia di Bologna; Carpi, Mirandola, Finale Emilia, San Prospero, Cavezzo, Bomporto, San Felice, Medolla, San Possidonio in provincia di Modena; Guastalla e Reggiolo in provincia di Reggio Emilia.
Diversa è invece la gestione dell'emergenza scolastica attuata dalla Regione Lombardia in provincia di Mantova. Per quanto riguarda i comuni con edifici scolastici inagibili ma ripristinabili entro la data di inizio dell'anno scolastico la Regione ha finanziato una serie di interventi di messa in sicurezza e ripristino che hanno consentito agli studenti il regolare ritorno negli edifici scolastici entro la data di regolare inizio dell'anno scolastico. Tali interventi sono stati realizzati nei comuni di Felonica, Marcaria, Poggio Rusco, Quingentole, Quistello, Revere, San Giacomo delle Segnate, Schivenoglia, Serravalle a Po, Villimpenta, Mantova, Dosolo, Sermide, Pegognaga, Suzzara, San Giovanni del Dosso, Pomponesco, Viadana. In alcuni comuni, invece, gli edifici scolastici, essendo gravemente inagibili, richiedevano tempi lunghi di ripristino e in alcuni casi gli interventi di ripristino sarebbero stati troppo dispendiosi per le amministrazioni comunali rischiando inoltre di non ottenere risultati ottimali dal punto di vista della sicurezza. Tale situazione riguarda i comuni di Pegognaga, Poggio Rusco, Moglia, Gonzaga e San Giacomo delle Segnate.
- Pegognaga: costruzione di struttura scolastica prefabbricata in attesa del ripristino degli edifici gravemente inagibili;
- Poggio Rusco: costruzione di struttura scolastica prefabbricata in attesa della costruzione del nuovo edificio scolastico in sostituzione del precedente gravemente danneggiato;
- Moglia: costruzione di struttura scolastica prefabbricata in attesa di ripristino e ricostruzione degli edifici inagibili;
- Gonzaga e San Giacomo delle Segnate: allestimento provvisorio delle sedi scolastiche in altri edifici in attesa della ricostruzione dei nuovi plessi scolastici.

## La ricostruzione in Emilia
A poche settimane dalla prima scossa sono iniziati i primi interventi di ricostruzione. In particolare sono stati realizzati interventi di messa in sicurezza su edifici pubblici e privati soprattutto nei centri storici in modo tale da evitare pericoli alla pubblica incolumità e per prevenire ulteriori crolli e danni negli edifici qualora ulteriori scosse avessero interessato i comuni in questione. Per gli edifici in condizioni più critiche si è provveduto alla demolizione in quanto gli stessi difficilmente avrebbero potuto essere recuperati. Al termine degli interventi provvisionali la Giunta regionale dell'Emilia-Romagna, su impulso del presidente Errani in qualità di Commissario delegato per l'emergenza sisma in Emilia-Romagna, ha approvato il Programma delle opere pubbliche e dei beni culturali che prevede 1 509 interventi per un importo superiore a 1 miliardo e 330 milioni di euro situati in particolare dei 33 comuni del cratere sismico. Tali interventi verranno realizzati secondo un ordine determinato individuando specifici piani annuali riguardanti edifici culturali, edilizia scolastica e università e altre opere pubbliche.
Il primo piano riguarda il periodo 2013-2014 e concerne 653 interventi prioritari e urgenti per un importo di euro 521 milioni (nello specifico 282 milioni di euro per beni culturali, 105 milioni di euro per edilizia scolastica e università e 134 milioni di euro per altre opere pubbliche). All'interno del cratere sismico comprendente i comuni più colpiti, il maggior numero di interventi riguarda i comuni di Mirandola, Bondeno, Finale Emilia, Carpi, San Felice sul Panaro, Cento, Concordia sulla Secchia, Novi di Modena, Crevalcore, Reggiolo, Cavezzo, Sant'Agostino, Medolla, San Giovanni in Persiceto e Mirabello. Questi rappresentano dunque i comuni maggiormente colpiti dal punto di vista pubblico e che beneficeranno delle maggiori risorse per sopperire al maggior danno subito.
In particolare i dieci progetti più consistenti riguardano la costruzione di un nuovo impianto irriguo nel comune di Bondeno per un importo di oltre 17 milioni di euro accanto alle opere di ricostruzione dell'ospedale civile per oltre 8 milioni di euro sempre nello stesso comune; la ricostruzione del Duomo di San Felice sul Panaro per euro 15 milioni e della Chiesa Parrocchiale di San Paolo nel comune di Mirabello per 12 milioni di euro; la ricostruzione e restauro di tre edifici storici appartenenti al patrimonio culturale del comune di Mirandola (ex Collegio dei Gesuiti, castello dei Pico, chiesa di San Francesco) per un importo di oltre 31 milioni di euro; la ricostruzione e consolidamento del castello Estense di Finale Emilia per 8 milioni di euro e infine la ricostruzione delle chiese parrocchiali di San Martino di Tours a Buonacompra di Cento e di San Possidonio Vescovo nel comune di San Possidonio rispettivamente per un importo di 10 e di oltre 8 milioni di euro.

## La ricostruzione nel Mantovano
Un diverso modello di ricostruzione è stato invece adottato dal presidente della Regione Lombardia Roberto Maroni per fronteggiare l'emergenza sisma in provincia di Mantova. Per quanto riguarda le fonti di finanziamento è possibile individuare tre principali canali:
- Fondo di solidarietà UE,
- Fondo di rotazione, valorizzazione e salvaguardia del patrimonio culturale dei comuni lombardi colpiti dal sisma,
- Decreto-legge n. 74/2012 convertito nella legge n. 122/2012.

Nel luglio 2013, dopo mesi di blocco a causa di problemi burocratici, la Corte dei conti ha sbloccato i 42 milioni di euro del Fondo di Solidarietà UE spettanti alla provincia di Mantova con i quali sono stati realizzati interventi provvisionali e interventi di ricostruzione nei comuni del cratere sismico (fase uno) e negli altri comuni danneggiati dal terremoto (fase due). In questa prima fase della ricostruzione mantovana i comuni che hanno potuto realizzare interventi di ricostruzione sono stati Quistello, Quingentole, Moglia e San Benedetto Po, ma anche Poggio Rusco, San Giovanni del Dosso e San Giacomo delle Segnate hanno ricevuto una quota consistente dei fondi.
Nei mesi precedenti era poi stato istituito il Fondo di Rotazione, valorizzazione e salvaguardia del patrimonio culturale dei comuni lombardi colpiti dal sisma. Grazie a tali contributi potranno essere recuperati edifici appartenenti al patrimonio culturale dei comuni colpiti dal sisma soprattutto per quanto riguarda gli edifici di culto. Tra gli edifici che accederanno ai maggiori fondi in quanto tra i più danneggiati sono presenti la Chiesa Parrocchiale del Santissimo Nome di Maria a Poggio Rusco (con un costo del progetto pari a un milione e mezzo di euro) e la Chiesa Parrocchiale di San Benedetto Abate nel Comune di Gonzaga (con un costo del progetto pari a un milione di euro). 
Successivamente nel mese di dicembre del 2013 è stato annunciato dalla Regione Lombardia lo sblocco da parte del Governo dei fondi rientranti nel D.L. n. 74/2012 che permetterebbero ai comuni mantovani di beneficiare di 37 milioni di euro nell'anno 2014 e di ulteriori 37 milioni di euro nell'anno 2015. La quota dell'anno 2014 servirà innanzitutto per la ricostruzione delle scuole e dei municipi (che richiederanno circa 20 milioni di euro) e la parte restante per il recupero di edifici storici come torri, teatri e musei. I comuni beneficiari della maggior parte dei fondi sono Moglia, Pegognaga, Poggio Rusco e Quistello, mentre a Mantova arriverà una quota consistente dei restanti fondi per il recupero del patrimonio storico e artistico. Infine nel 2014 verrà avviata l'opera di ricostruzione del ponte sul fiume Po nel comune di San Benedetto Po. L'opera della durata di circa tre anni è resa possibile grazie a uno stanziamento straordinario di trenta milioni di euro da parte della Regione Lombardia.

## Azioni di solidarietà

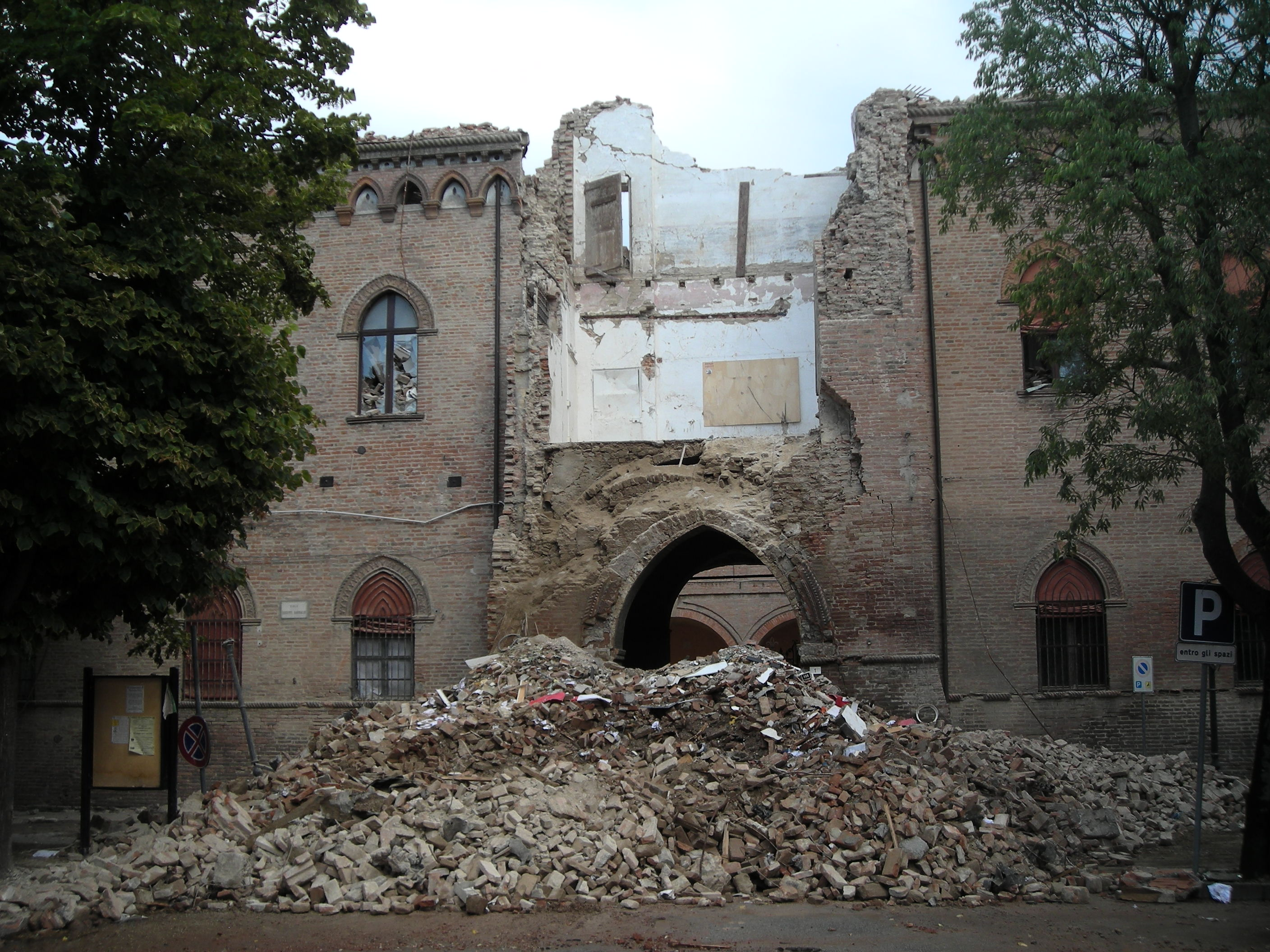
Il Castello Lambertini di Poggio Renatico, crollato a seguito del sisma in Emilia

Il 22 maggio il governo annuncia lo stanziamento di cinquanta milioni di euro per i danni causati dal terremoto. Con il decreto legge n. 74/2012 il Governo istituisce il Fondo per la ricostruzione delle aree colpite dal sisma del 20-29 maggio 2012 per un importo minimo di 9,26 miliardi, di cui:
- 6 miliardi messi a disposizione da Cassa depositi e prestiti per la concessione di finanziamenti agevolati venticinquennali ai cittadini del cratere sismico che vogliono effettuare interventi di riparazione, ripristino o ricostruzione di immobili di edilizia abitativa e a uso produttivo. I finanziamenti sono garantiti e pagati dallo Stato[201][202] secondo la legge n. 135/2012;
- 2 miliardi reperiti tra il 2013 e il 2014 tramite riduzioni delle voci di spesa per l'acquisto di beni e servizi, per il funzionamento della pubblica amministrazione come previsto dagli allegati 1 e 2 della legge n. 225/1992[203]. Il fondo è stato ripartito concedendo il 95% delle somme alla Regione Emilia-Romagna, il 4,5% alla Regione Lombardia e lo 0,5% alla Regione Veneto;
- 670 milioni concessi dal fondo di solidarietà dell'Unione europea;
- 500 milioni reperiti tramite aumento dell'accisa sui carburanti pari a 2 centesimi di euro al litro;
- 91 milioni reperiti dalla riduzione contributi pubblici per le spese sostenute dai partiti e dai movimenti politici - legge n. 96/2012.

Franco Gabrielli, capo della Protezione Civile, ha annunciato che, dalle ore 19:00 del 29 maggio 2012, è attivo un servizio SMS che permette di donare 2 euro, inviando un messaggio al numero 45500. Con gli SMS solidali è stato possibile raccogliere la cifra di 15,1 milioni di euro.
Tale somma è stata ripartita nel seguente modo:
- il 95% alla Regione Emilia-Romagna pari alla somma di circa 14,3 milioni di euro;
- il 4,5% alla Regione Lombardia per l'emergenza sisma nella provincia di Mantova pari alla somma di circa 680 000 euro;
- lo 0,5% alla Regione Veneto per l'emergenza sisma in Alto Polesine pari alla cifra di circa 75 000 euro.

Per quanto riguarda la Regione Emilia-Romagna i fondi disponibili individuati nella somma di 14,3 milioni di euro sono stati suddivisi secondo il seguente metodo:
- 7 850 000 euro alla provincia di Modena per la ricostruzione o ristrutturazione di edifici scolastici, culturali, sportivi, storici e religiosi nei comuni di Bastiglia, Bomporto, Cavezzo, Concordia sulla Secchia, Finale Emilia, Modena, Nonantola, Novi di Modena, Ravarino, San Felice sul Panaro e San Prospero[205];
- 2 750 000 euro alla provincia di Bologna per la ristrutturazione o il recupero di edifici scolastici, storici e culturali nei comuni di Crevalcore, Galliera, Minerbio, Pieve di Cento e San Giovanni in Persiceto[206];
- 2 400 000 euro alla provincia di Ferrara per la ristrutturazione o il recupero di edifici scolastici, storici e culturali nei comuni di Bondeno, Cento, Ferrara, Poggio Renatico e Sant'Agostino[207];
- 1 350 000 euro alla provincia di Reggio nell'Emilia per la ristrutturazione o il recupero di edifici storici, religiosi, scolastici e culturali nei comuni di Boretto, Brescello, Correggio, Luzzara e Rolo[208].

Per quanto riguarda la Regione Lombardia la somma di circa 680 000 euro destinata alla provincia di Mantova è stata indirizzata al comune di San Benedetto Po per la ristrutturazione dell'Abbazia di San Benedetto in Polirone.
Si prevede, inoltre di impiegare nella ricostruzione i risparmi derivanti dalla riduzione dei contributi pubblici in favore dei partiti politici e dei movimenti politici.
Il 26 maggio papa Benedetto XVI ha voluto aderire simbolicamente alla raccolta di fondi promossa dalla Caritas Italiana per le popolazioni dell'Emilia con un contributo straordinario di 100 000 euro, ai quali ne ha aggiunti altri 500 000 euro il 3 giugno.
Domenica 10 giugno, la CEI ha promosso una colletta in tutte le parrocchie italiane, da destinare alla Caritas Italiana per gli aiuti ai terremotati.
Sua Santità il XIV Dalai Lama, Tenzin Gyatso, che aveva già donato 50 000 dollari alla sezione emiliana della Croce Rossa, durante la visita a Mirandola del 24 giugno 2012 ha annunciato di voler fare un'ulteriore donazione di 50 000 dollari.
Per il 25 giugno è stato organizzato il Concerto per l'Emilia presso lo stadio Renato Dall'Ara di Bologna, dove sono stati raccolti 1 189 896,18 euro per la ricostruzione degli ospedali Bernardino Ramazzini di Carpi e Santa Maria Bianca di Mirandola.
Il comune di Salò in collaborazione con la Fondazione Gualtiero Marchesi, chef di fama mondiale, ha raccolto 25 000 euro, attraverso un'iniziativa denominata "Sinfonia di Sapori", da donare al comune di Poggio Rusco per la ricostruzione della Scuola Primaria gravemente lesionata dalle scosse di maggio.
Lo Stato d'Israele, in persona del vicepremier e ministro degli esteri israeliano Avigdor Lieberman, ha donato a Mirandola 50 000 euro e quattro casette mobili destinate a neomamme e ai loro neonati, in attesa del ripristino della struttura dell'ospedale cittadino.
A Moglia si è recata in visita l'ACF Fiorentina che ha donato 20 000 euro per la ricostruzione delle scuole gravemente lesionate dal sisma.
Il 4 agosto è stata posata la prima pietra della scuola materna di Medolla, gravemente distrutta dal sisma, la cui ricostruzione è stata resa possibile grazie all'associazione "Rock No War", fondata dal cantante Paolo Belli, e da due donazioni dei Consigli regionali di Toscana e Piemonte che hanno donato rispettivamente le somme di 100 000 euro e 150 000 euro. Un'iniziativa promossa dall'associazione riguarda la vendita del singolo Noi cantiamo ancora (Com'è com'è) scritto da Paolo Belli e cantato dallo stesso al Concerto per l'Emilia insieme a cinque ragazzi provenienti da cinque comuni terremotati (Mirandola, Camposanto, Carpi, Cento e Gonzaga).
Il comune di Loano, attraverso una serie di iniziative tra cui il concerto tenutosi dal cantante Ron nello stesso comune, è riuscito a raccogliere circa 32 000 euro da destinare alla ristrutturazione dell'asilo nido del comune di Quistello.
Il 28 agosto, il ministero delle finanze della Repubblica della Moldavia ha inviato 14 302,50 euro al Comune di Mirandola
Le società calcistiche del Bayern Monaco e del Napoli hanno donato rispettivamente 100 000 euro al comune di San Felice sul Panaro.
L'ex calciatore Michele Paramatti ha aperto il sito unamagliaperlemilia.it grazie al quale ha venduto maglie di giocatori famosi raccogliendo circa 12 000 euro da devolvere ai terremotati dell'Emilia. Le maglie vendute sono quelle di Javier Zanetti, Paolo Maldini (Centenario Milan), Beppe Bergomi (Inter 1992), Lilian Thuram (Barcellona), Zlatan Ibrahimović (Juventus), Giorgio Chiellini e Alessandro Diamanti (Euro 2012).
Il 9 settembre si è recata in visita a Medolla la Nazionale di calcio dell'Italia che ha svolto un allenamento nel campo sportivo dello stesso comune. L'intenzione della Nazionale, oltre di essere presente fisicamente e di portare sostegno morale in uno dei comuni maggiormente colpiti dal sisma, era quella di effettuare una donazione alle popolazioni emiliane. Tali fondi verranno utilizzati in particolare per la ricostruzione delle palestre nei comuni di San Possidonio e Mirandola.
Il 16 settembre è stato organizzato in Piazzale Te a Mantova il concerto "Ancora in piedi" a cui hanno partecipato numerosissimi artisti della scena musicale indipendente tra cui Piotta, Cisco e i Rio. Tutto il ricavato del concerto è stato devoluto al comune di Poggio Rusco per l'acquisto dei PC rubati dagli sciacalli nei giorni seguenti le scosse di terremoto del 29 maggio.
Il 19 settembre, l'Unione europea ha stanziato, su proposta del commissario alla politica regionale Johannes Hahn la somma di 670 milioni di euro, la più alta mai stanziata dal fondo di solidarietà europeo. Le percentuali di attribuzione dei fondi sono state modificate rispetto al riparto previsto per i fondi governativi secondo la seguente ripartizione: il 92% alla Regione Emilia-Romagna, il 7,6% alla Regione Lombardia e lo 0,4% alla Regione Veneto
Il 22 settembre al Campovolo di Reggio Emilia, per Italia Loves Emilia, si sono esibiti i più grandi artisti emiliani davanti a 150 000 persone, con una racconta fondi che ha raggiunto i 4 milioni di euro.
Il 22 settembre è stata posata la prima pietra della nuova scuola media di Sant'Agostino dopo che il vecchio edificio ospitante la secondaria era stato demolito in quanto gravemente lesionato dal sisma del 20 maggio. La ricostruzione della nuova scuola è stata possibile grazie alla sottoscrizione promossa da QN Il Resto del Carlino e Mediafriends-TG5 che hanno donato la somma riscossa tramite gli SMS ricevuti al comune terremotato.
I ricavi delle vendite del brano Se il mondo fosse, interpretato da Emis Killa, Club Dogo, J-Ax e Marracash, sono stati destinati alla ricostruzione dell'Istituto Superiore Galileo Galilei di Mirandola.
Parte dei proventi del singolo L'italiano balla di Fabri Fibra, verranno destinati alla ricostruzione della scuola media di Sant'Agostino (FE).
Il 20 ottobre il Consorzio di Tutela del Grana Padano ha consegnato a Mirandola l'incasso dell'iniziativa "Grana Padano Solidale" consistente in 2 milioni di euro. Ospiti dell'evento sono stati Alex Zanardi e Carolina Kostner. Il ricavato, ottenuto dalla vendita delle forme di Grana Padano danneggiate attraverso i canali della grande distribuzione, è stato consegnato ai sindaci dei comuni di Cavezzo, Cento, Concordia sulla Secchia, Correggio, Finale Emilia, Gonzaga, Guastalla, Luzzara, Medolla, Mirandola, Moglia, Pegognaga, Quistello, Reggiolo, San Felice sul Panaro, San Possidonio, San Prospero e Sant'Agostino. Obbiettivo dell'iniziativa è la ristrutturazione e la ricostruzione delle scuole nei paesi maggiormente colpiti dal sisma. Inoltre il Consorzio di tutela del Grana Padano in collaborazione con il Consorzio del Prosciutto di San Daniele ha organizzato a San Daniele del Friuli una giornata gastronomica con relativa raccolta fondi per destinare la somma di 50 000 euro al comune di Poggio Rusco per la ricostruzione della scuola elementare distrutta dal sisma.
Il partito politico italiano Lega Nord ha donato un assegno di un milione di euro al comune terremotato di Bondeno. Tale cifra è stata ottenuta tramite risparmi sui finanziamenti pubblici ai partiti e l'assegno è stato consegnato al sindaco di Bondeno Alan Fabbri in data 11 novembre durante una manifestazione tenutasi a Bologna contro il Governo Monti.
Il 25 novembre è stato presentato a Zola Predosa il calendario a scopo benefico per il quale hanno posato varie atlete italiane, partecipanti alle Olimpiadi di Londra 2012, e appartenenti a varie discipline olimpiche. Il ricavato è stato devoluto ai comuni terremotati di Poggio Rusco e Finale Emilia. Nel primo comune il ricavato servirà per la ricostruzione della scuola primaria resa gravemente inagibile dalle scosse di maggio e nel secondo comune la somma verrà devoluta all'Associazione Malati Oncologici.
Il 19 gennaio 2013 i Sonohra si sono esibiti al Teatro Sociale di Mantova per raccogliere fondi in favore della ricostruzione del comune terremotato di Moglia. Nel mese di ottobre inoltre avevano registrato il video del loro nuovo singolo "Si chiama libertà" sopra una gru a 41 metri di altezza sul cielo di Moglia.
Il 15 dicembre 2013 per opera della Sezione Alpini di Trento è stata posta la prima pietra per la costruzione della Casa dello Sport "Tina Zuccoli" a Rovereto sulla Secchia. L'intervento, che si concluderà a fine luglio 2014, prevede una spesa di circa un milione di euro per un immobile di due piani, per circa 600 metri quadri complessivi, che andrà a soddisfare le necessità delle associazioni del sobborgo del Comune di Novi.
Malgrado il governo non fosse intenzionato a chiedere aiuti all'estero, vi sono state offerte da parte di Francia, Grecia, Ungheria e Svizzera.

## Dubbi sollevati sull'origine dei terremoti

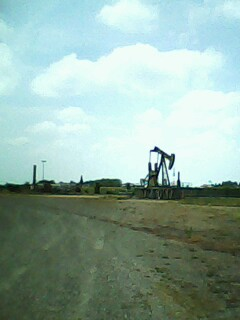
Pozzo Cavone 4 a San Possidonio

Subito dopo la prima forte scossa del 20 maggio si sono iniziati a diffondere, tra la popolazione colpita, dubbi sull'origine del terremoto, considerato anche che la zona epicentrale era classificata a basso rischio sismico  (e lo è tuttora), sulla base delle mappe pubblicate dall'INGV.
Entro l'area colpita (precisamente nella frazione Rivara di San Felice sul Panaro) è da tempo in progetto la realizzazione di un campo di stoccaggio sotterraneo di gas naturale in acquifero, progetto esistente sulla carta e mai fattivamente neppure iniziato. Il sisma del 3 giugno si trova a circa 20 km a est dei pozzi petroliferi del Centro Olio Cavone di Novi di Modena, tuttora funzionanti.
L'8 marzo 2012, due mesi e mezzo prima del sisma, è stato pubblicato un articolo sul quotidiano locale Gazzetta di Modena, in cui il sindaco di San Possidonio riferiva che nell'ultimo ventennio l'estrazione di petrolio era diminuita, tuttavia si sarebbe puntato ad aumentarla di nuovo.
L'intera area bassa modenese è sfruttata per l'estrazione del gas naturale e del petrolio e continua a essere oggetto di attività di prospezione e di ricerca di tali risorse. In particolare, dopo il precedente permesso del Ministero dell'ambiente, l'opinione pubblica ha sospettato che vi fosse una correlazione tra le attività di carotaggio e di sperimentazione, propedeutiche alla realizzazione dello stoccaggio di gas naturale (che peraltro non sono mai iniziate).
Secondo altri, tali sospetti avrebbero trovato un fondamento scientifico a seguito degli studi condotti all'estero sulle tecniche di fratturazione idraulica, che secondo uno studio pubblicato e riportato dalla rivista Scientific American, sarebbero state responsabili negli Stati Uniti d'America di terremoti con ipocentro superficiale anche con magnitudo intorno a 5,0. Tuttavia, nonostante questi sospetti e altri fenomeni insoliti precedenti il terremoto, non sono mai state condotte nella zona attività di perforazione, né tantomeno prove preliminari per la realizzazione del deposito di gas. Nessuna di queste ricerche o sfruttamenti avrebbe potuto essere svolta di nascosto, perché avrebbe richiesto impianti costosi e visibilissimi.

### Commissione internazionale ICHESE

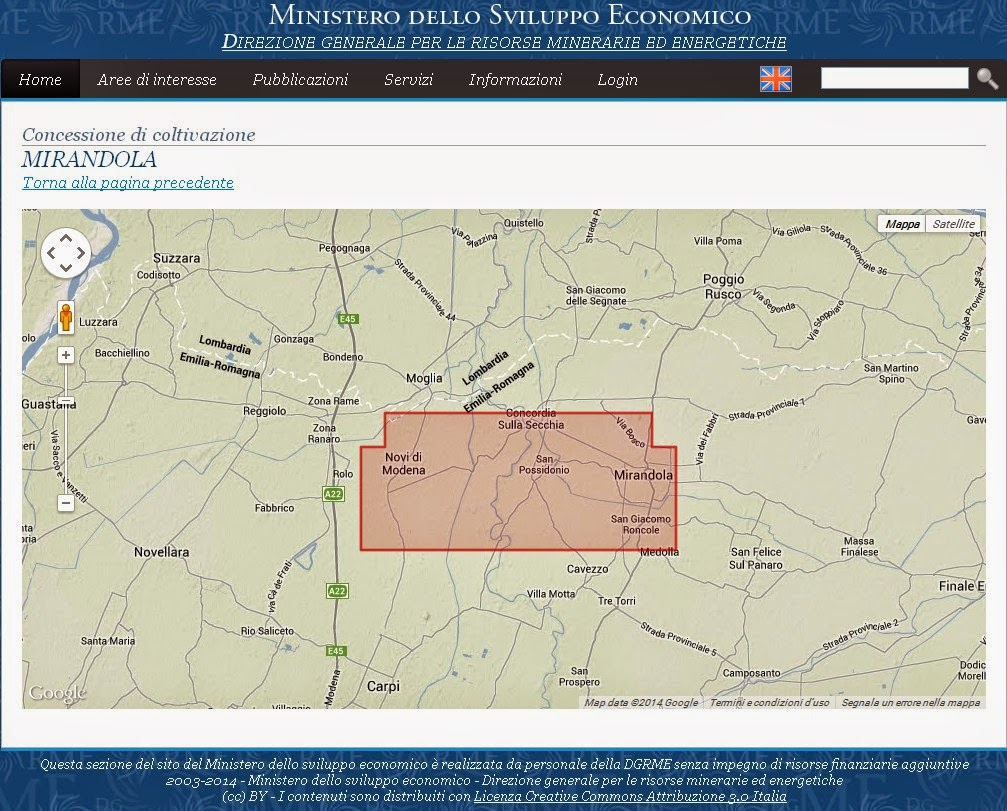
La concessione di coltivazione idrocarburi di Mirandola, all'interno della quale si è concentrata la seconda fase della sequenza sismica (dal 29 maggio)

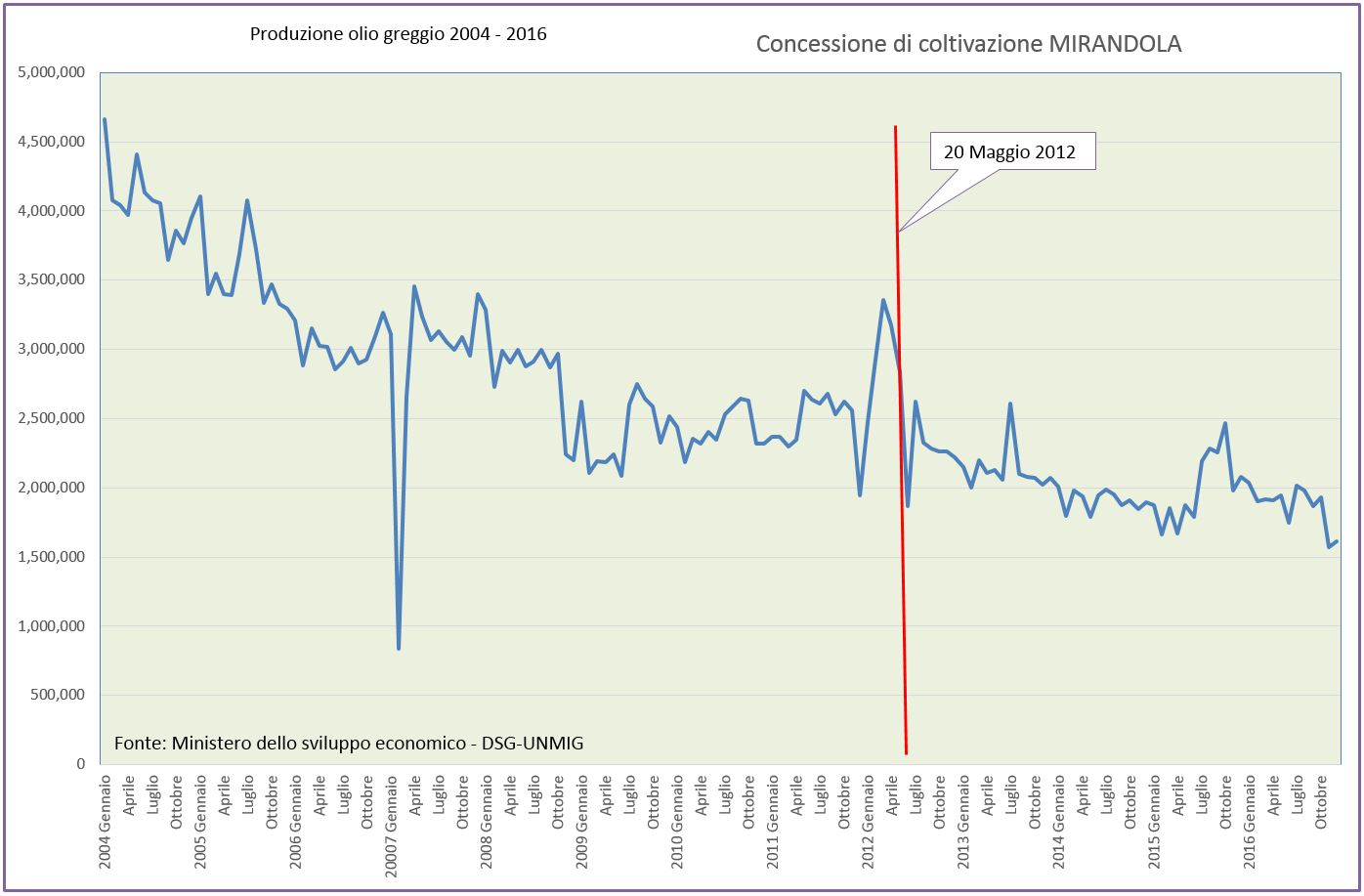
Produzione di olio greggio 2004-2016 della Concessione di coltivazione MIRANDOLA. Nel grafico vi è un evidente picco di produzione nei mesi precedenti al terremoto del 2012. La commissione ICHESE ha concluso che non si può escludere che le attività svolte nell'Area Concessionaria di Mirandola (Centro Olio Cavone) abbiano avuto un effetto scatenante sul terremoto in Emilia del 2012.

Come riportato nel sito del Ministero dello sviluppo economico, la commissione internazionale ICHESE (Commissione tecnico-scientifica per la valutazione delle possibili relazioni tra attività di esplorazione per gli idrocarburi e aumento di attività sismica nel territorio della regione Emilia-Romagna colpita dal sisma del mese di maggio 2012) si è insediata il 2 maggio 2013 e si è riunita a Roma nei giorni 19, 20 e 22 giugno 2013; inoltre, ha effettuato un sopralluogo nei luoghi del terremoto del maggio 2012 e agli impianti di Cavone il giorno 21 giugno 2013.
La Commissione ICHESE, composta da Peter Styles (Università di Keele), Stanisław Lasocki (Accademia polacca di scienze) ed Ernst Huenges (Centro tedesco di ricerca per le geoscienze), in aggiunta ai professori Paolo Gasparini (Università di Napoli Federico II) e Paolo Scandone (Università di Pisa), competenti nei settori della tettonica, sismologia, tecnologia delle perforazioni, sismicità indotta e attività di esplorazione e stoccaggio degli idrocarburi, è stata incaricata di svolgere gli approfondimenti necessari a rispondere ai seguenti quesiti, relativi specificatamente al territorio colpito dagli eventi sismici del maggio 2012:
- è possibile che la crisi sismica emiliana sia stata innescata dalle ricerche sul sito di Rivara effettuate in tempi recenti, in particolare nel caso siano state effettuate delle indagini conoscitive invasive, quali perforazioni profonde, immissioni di fluidi, ecc.?
- è possibile che la crisi sismica emiliana sia stata innescata da attività di sfruttamento o di utilizzo di reservoir, in tempi recenti e nelle immediate vicinanze della sequenza sismica del 2012?

Il 19 giugno 2013 la Commissione, dopo un primo scambio di informazioni in possesso dei membri della Commissione, ha sentito il prof. Domenico Giardini, coordinatore del settore rischio sismico della Commissione Grandi Rischi Archiviato il 13 aprile 2014 in Internet Archive., il prof. Stefano Gresta e il dott. Claudio Chiarabba, presidente e direttore del settore terremoti dell'INGV, e il prof. Marco Mucciarelli, direttore del Centro Ricerche Sismologiche dell'OGS. Il prof. Giardini, che assiste ai lavori della commissione ICHESE come osservatore esterno, ha ricordato che la Commissione Grandi Rischi utilizzerà i risultati finali della Commissione ICHESE per i propri compiti istituzionali.
Il giorno 20 giugno 2013 sono state sentite le compagnie che hanno operato o operano nel territorio interessato dalla sequenza sismica del maggio 2012, in particolare Gas Plus Italiana, Eni, STOGIT, Società Padana Energia, prendendo visione dei dati messi a disposizione. È stata inoltre sentita la Rivara Gas Storage, che aveva presentato alle autorità competenti un progetto di stoccaggio nel sito di Rivara. La Commissione, inoltre, ha definito gli argomenti da approfondire nei mesi successivi, per poter rispondere nella maniera più ampia e completa ai quesiti posti, sulla base delle conoscenze e dei dati acquisiti e le modalità di redazione dei documenti finali.
La commissione, conscia dell'importanza e della delicatezza del compito assegnatole, e della necessità di evitare qualsiasi fraintendimento, ha deciso di comunicare con i media e con il pubblico, durante l'esecuzione dei lavori, unicamente attraverso comunicati. Il rapporto finale e i relativi allegati, che comprenderanno un sommario esteso contenente le risposte ai quesiti e le principali conclusioni del lavoro svolto, saranno consegnati al Dipartimento della Protezione Civile entro il termine fissato.
La commissione internazionale ICHESE si è riunita di nuovo a Roma nei giorni 17 e 18 luglio 2013, facendo il punto sulle elaborazioni dei dati sismici e le attività legate alla produzione degli idrocarburi, ed è stato completato il quadro conoscitivo relativo al primo quesito (è possibile che la crisi sismica emiliana sia stata innescata dalle ricerche sul sito di Rivara effettuate in tempi recenti, in particolare nel caso siano state effettuate delle indagini conoscitive invasive, quali perforazioni profonde, immissioni di fluidi, ecc.?). La commissione ha discusso le attività fin qui svolte e ha poi definito le attività ancora da svolgere, distribuendo al suo interno i compiti secondo le diverse competenze. Per completare il quadro conoscitivo, la commissione ha ritenuto opportuno prendere in considerazione anche le attività relative all'utilizzazione dei campi geotermici nell'area.
Una corrispondenza da Roma del giornalista scientifico Edwin Cartlidge pubblicato nell'aprile 2014 sulla rivista Science ha anticipato che "il comitato internazionale di geologi ha concluso, in un rapporto ancora inedito, che un paio dei terremoti mortali che hanno colpito la regione italiana dell'Emilia-Romagna nel 2012 potrebbe essere stato innescato dall'estrazione del petrolio in un giacimento petrolifero locale. La paura della sismicità provocata dall'uomo ha già suscitato una forte opposizione contro le nuove iniziative di perforazione del petrolio e del gas in Italia, e alcuni dicono il rapporto potrebbe portare i presidenti delle regioni a rifiutare nuove richieste di esplorazione di giacimenti di combustibili fossili".Nel dettaglio, secondo l'articolo, il comitato esclude ogni possibile causa connessa al sito di Rivara, mentre non può essere escluso un effetto da parte dell'attività del campo petrolifero di Cavone, distante circa 20 km dall'epicentro del terremoto del 20 maggio; per quanto le variazioni di pressione nel sottosuolo, causate dall'attività nel campo, da sole non sarebbero state sufficienti a generare un terremoto, ma potrebbero aver innescato il terremoto nel caso in cui la faglia causante il sisma, fosse già prossima al suo punto di rottura. L'articolo prosegue riportando due opinioni contrastanti di geologi: secondo il primo non possono esservi connessioni tra la produzione del campo di Cavone e il terremoto, causa la relativa elevata distanza del campo dall'area del terremoto, la scarsa produzione dello stesso (500 barili/giorno) e l'assenza di piccoli terremoti direttamente indotti dall'estrazione, secondo un altro geologo queste considerazioni non possono escludere un effetto del campo sul terremoto in quanto vi sono stati due casi di sequenze di terremoti, nel 1967 a Denver e in 2011 in Oklahoma di terremoti con magnitudo 4.5-5 probabilmente attribuibili a pompaggio nel sottosuolo di fluidi. L'articolo si conclude riportando la preoccupazione di parte dei geologi italiani che una discussione razionale sul rapporti sia inficiata dall'azione politica e dall'ignoranza della pubblica opinione e della magistratura sulle incertezze insite nella scienza, timori dovuti alla condanna a sei anni dei sette esperti rei di aver sottovalutato il rischio sismico prima del terremoto aquilano.
In risposta alla pubblicazione dell'articolo, il Ministero dello sviluppo economico ha emesso un comunicato stampa in cui riporta che il rapporto "sottolinea come sia necessario, per escludere o confermare l'ipotesi di un legame causale tra le estrazioni di idrocarburi nella località Cavone e i fenomeni di sismicità dell'area, approfondire gli studi sviluppando attività di monitoraggio altamente tecnologiche per l'acquisizione di ulteriori dati necessari alla costruzione di un modello dettagliato del sottosuolo" e che il protocollo delle linee guida di tale approfondimento è in corso di preparazione da parte di un gruppo di esperti e che sarà pubblicato congiuntamente al rapporto ICHESE in versione integrale.

### Laboratorio di monitoraggio Cavone
Dopo il deposito delle conclusioni della Commissione ICHESE, la quale non aveva escluso che le estrazioni petrolifere dell'Area Concessionaria di Mirandola (Centro Olio Cavone) avessero potuto avere un effetto scatenante sul terremoto, venne attivato nell'aprile 2014 il progetto "Laboratorio di monitoraggio Cavone", promosso dal Ministero dello sviluppo economico, dalla Regione Emilia-Romagna, dalla Società Padana Energia (concessionaria del Cavone) e dall'Associazione italiana delle industrie petrolifere e minerarie (Assomineraria).
Le conclusioni di questo studio, considerate dalle autorità italiane quale verdetto finale relativo alla controversia sull'origine del sisma, sono che il presunto legame tra questo terremoto e le attività di estrazione di idrocarburi e iniezione di fluidi è stato infine definitivamente confutato da analisi e approfondimenti successivi. Tuttavia la mancanza di una corretta campagna di informazione sul tema della sismicità indotta e sulle sue cause ha causato molta confusione in buona parte cittadinanza.

## Dubbi sollevati sulla reale intensità dei terremoti
Come già avvenuto con il terremoto dell'Aquila del 2009, subito dopo le scosse (in particolare dopo la seconda, quella cioè del 29 maggio, in cui si sono verificati più morti e danni) si sono iniziati a diffondere, tra la popolazione colpita, dubbi anche sulla reale intensità dei terremoti. In particolare, in una serie di articoli apparsi sui quotidiani locali si dava notizia di due sismografi di un farmacista di Novi di Modena, che avrebbero registrato valori superiori a quelli ufficiali diffusi dall'INGV. Tuttavia, la fondatezza di tali misurazioni è stata successivamente smentita dai geofisici dell'Università di Modena e Reggio Emilia.
Secondo alcuni sostenitori della tesi del complotto si sarebbe volutamente divulgato un dato inferiore alla magnitudo 6.0, soglia al di sotto del quale lo Stato non risarcirebbe le zone terremotate. Questa leggenda metropolitana tuttavia nasce da un errore giornalistico avvenuto in occasione del terremoto dell'Aquila, in cui il giornalista confuse il valore della magnitudo della scala Richter scambiandolo con quello dell'intensità della scala Mercalli. Come noto viene definito sesto grado Mercalli quello in cui iniziano a essere visibili i primi lievi danni; per tale motivo la normativa italiana parla di risarcimento dei danni a partire dal 6º grado della scala Mercalli.